# エーモン・カーター美術館
エーモン・カーター美術館（エーモン・カーターびじゅつかん、Amon Carter Museum of American Art）は、アメリカ合衆国テキサス州フォートワースにあるアメリカの絵画、彫刻、写真の美術館である。
1961年、開設された。設計は建築家フィリップ・ジョンソン。
コレクションは、フレデリック・レミントン、チャールズ・マリオン・ラッセル、アレキサンダー・カルダー、トマス・コール、スチュアート・デイヴィス、ウィンスロー・ホーマー、ジョージア・オキーフ、 ジョン・シンガー・サージェント、チャールズ・デムス、マーティン・ジョンソン・ヒード、アルフレッド・スティーグリッツなどの作品。
1990年以降、トマス・エイキンズの『深みの水泳』を所有している。
写真は、ローラ・ギルピン、エリオット・ポーター(Eliot Porter)、カール・ストラスなどアメリカの写真家の作品が含まれている。 博物館は午前10時から午後5時まで開館しています。木曜日を除く毎日午前10時から午後8時まで。

## コレクション

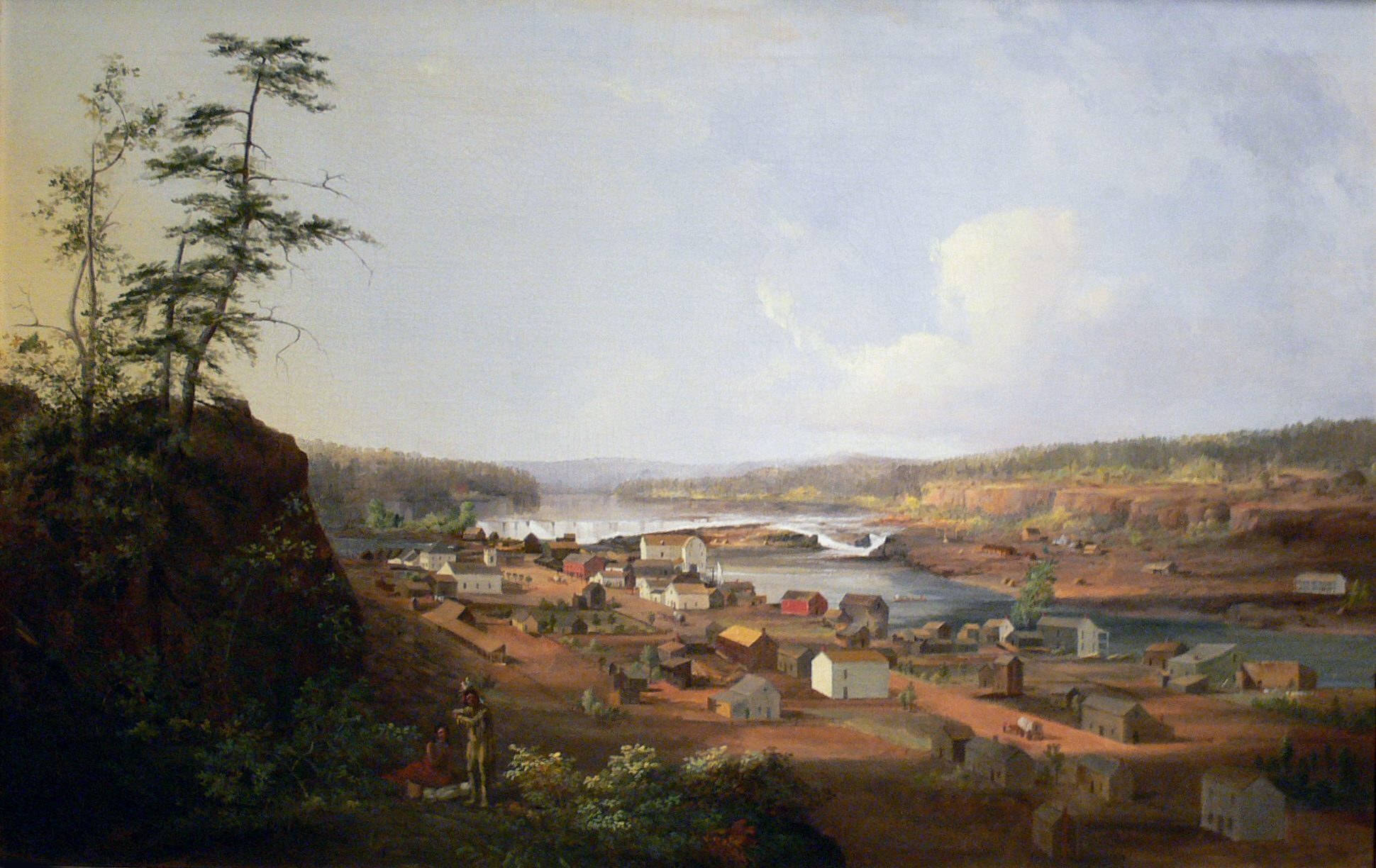
John Mix Stanley (1814–1872), Oregon City on the Willamette River, ca. 1852
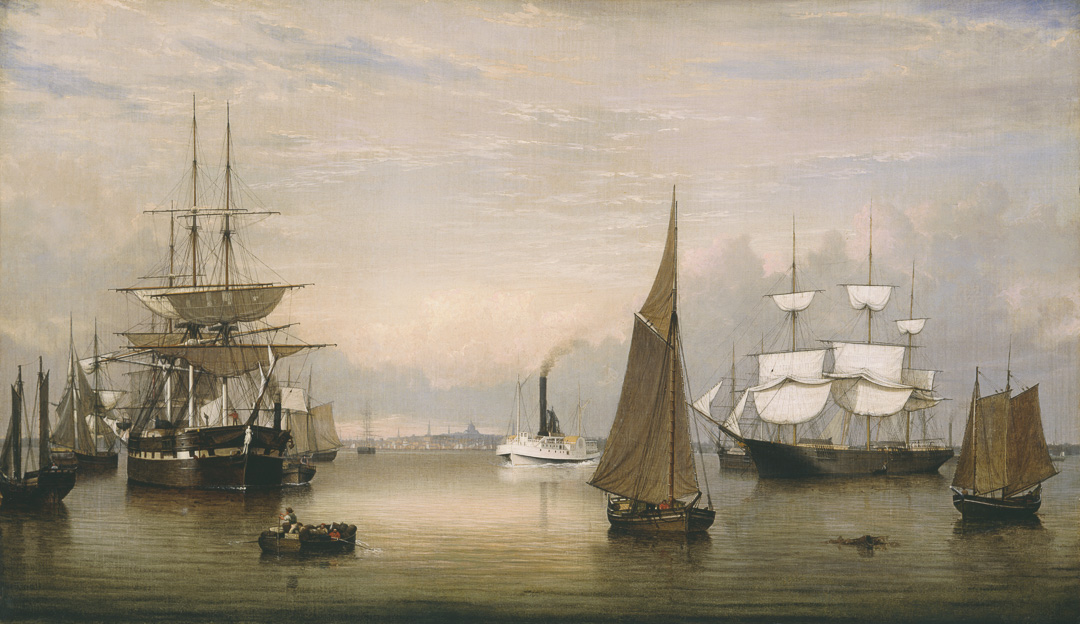
フィッツ・ヘンリー・レーン (1804–1865), Boston Harbor, 1856
ウィンスロー・ホーマー (1836–1910), Crossing the Pasture, 1871–72
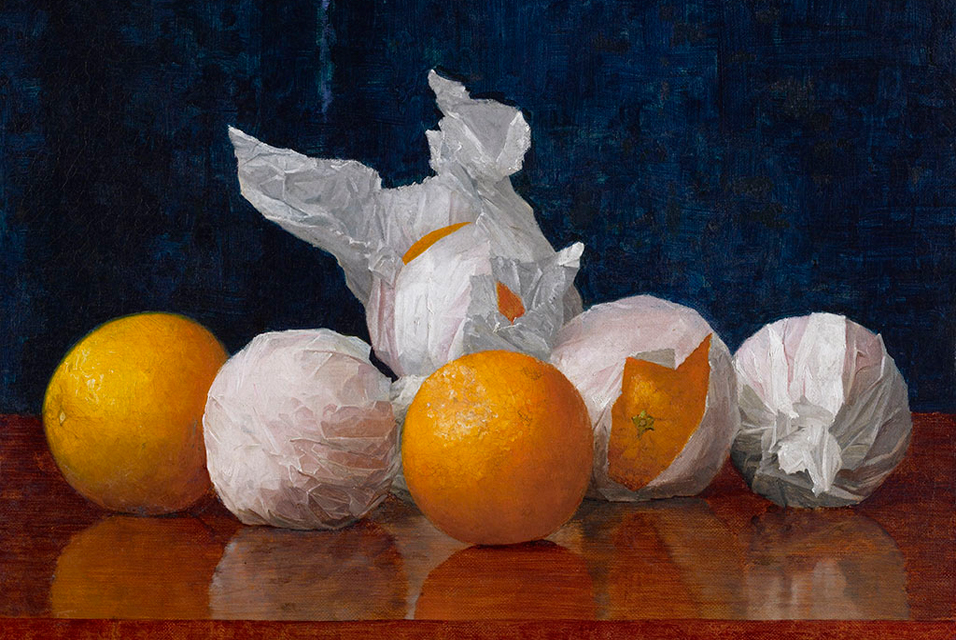
William J. McCloskey (1859–1941), Wrapped Oranges, 1889
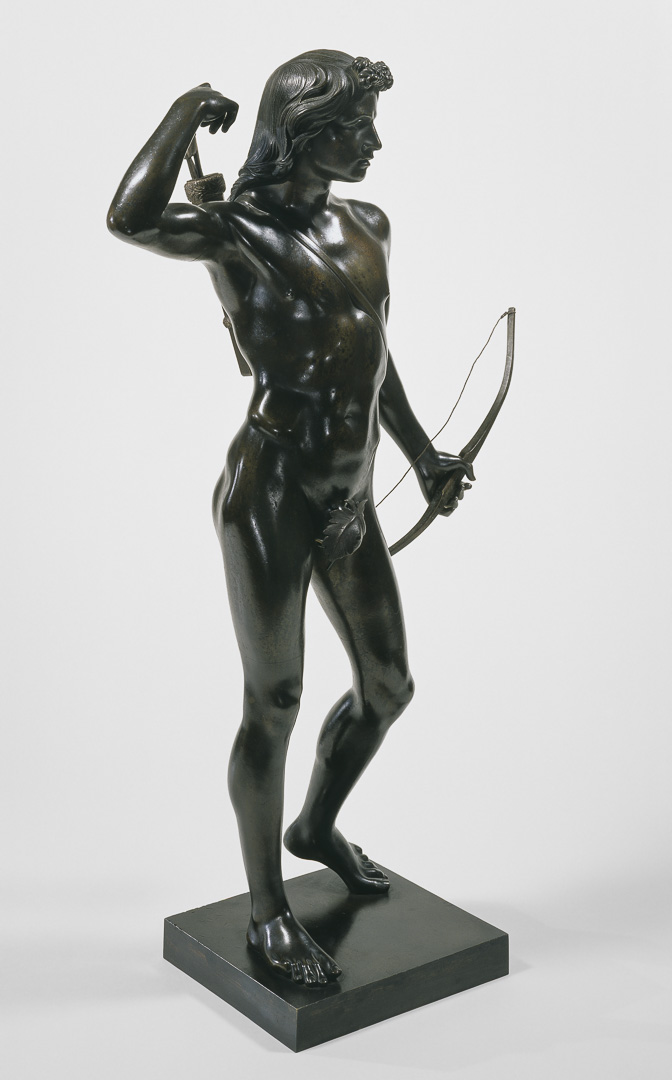
ヘンリー・カーク・ブラウン (1814–1886), The Choosing of the Arrow, modeled 1848, cast 1849
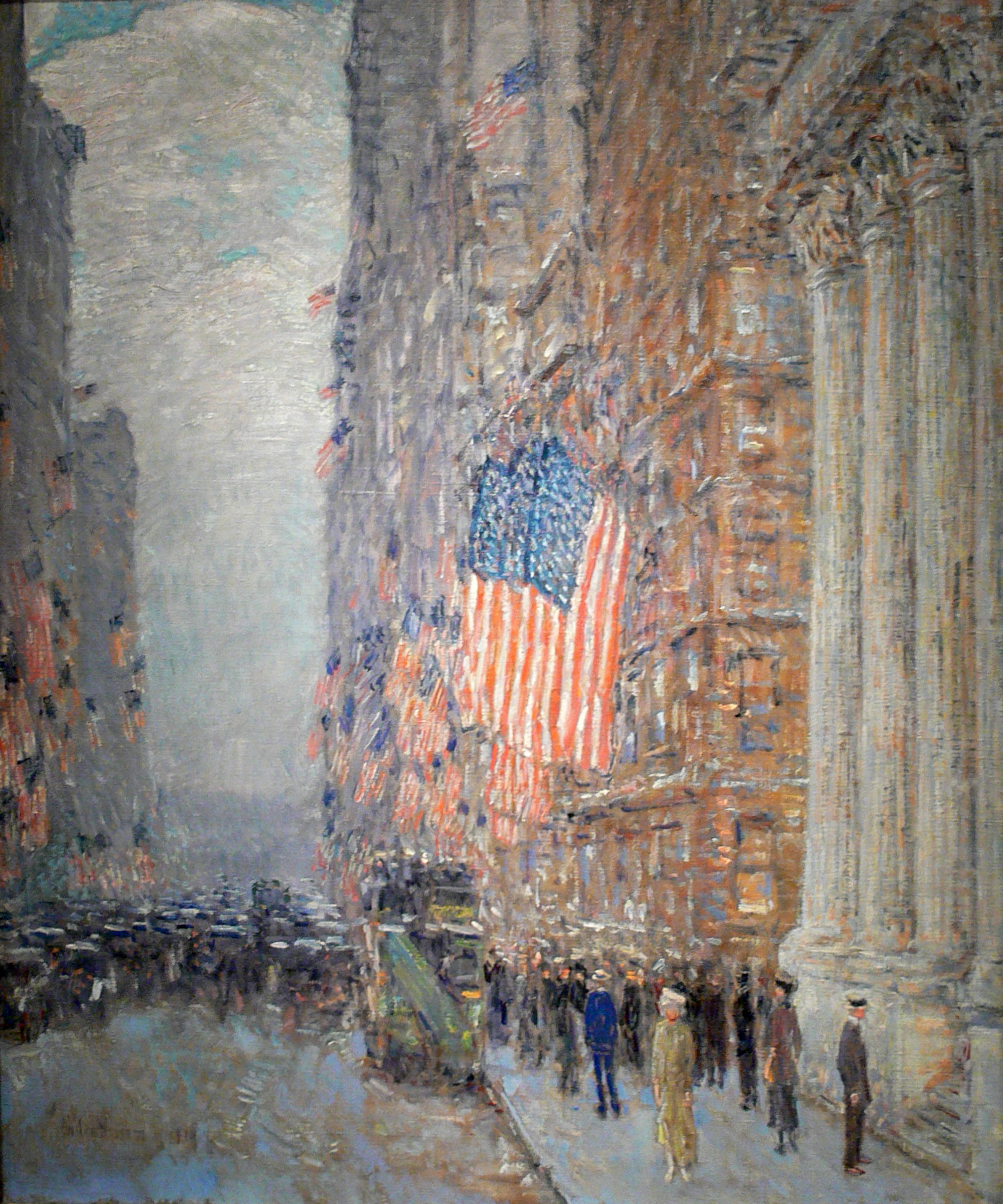
フレデリック・チャイルド・ハッサム (1859–1935), Flags on the Waldorf, 1916
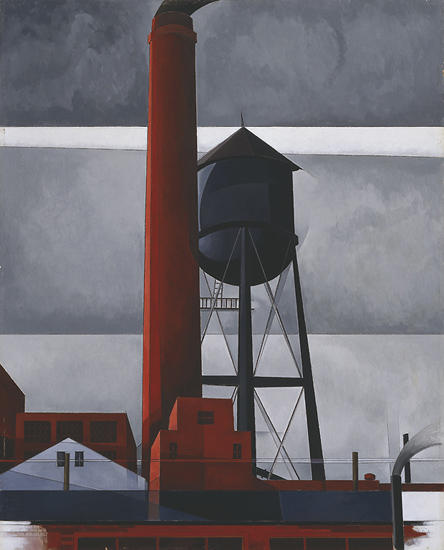
チャールズ・デムス (1883–1935), Chimney and Water Tower, 1931
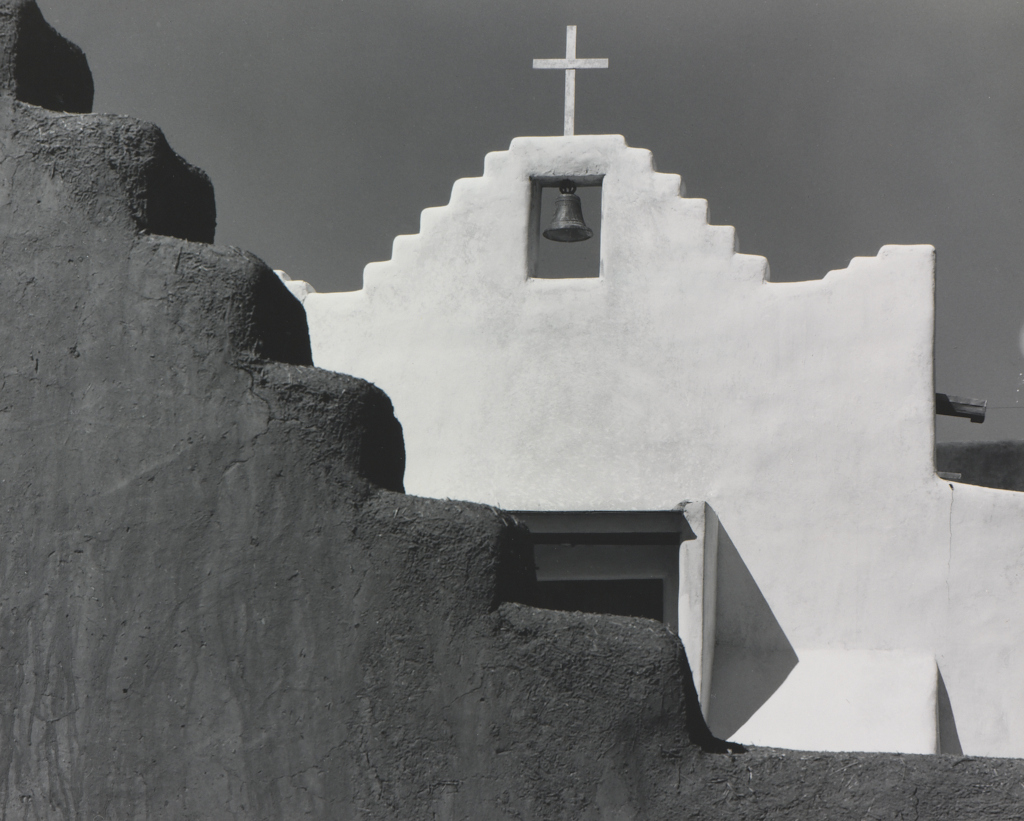
ローラ・ギルピン (1891–1979), The Church at Picuris Pueblo, New Mexico, 1963
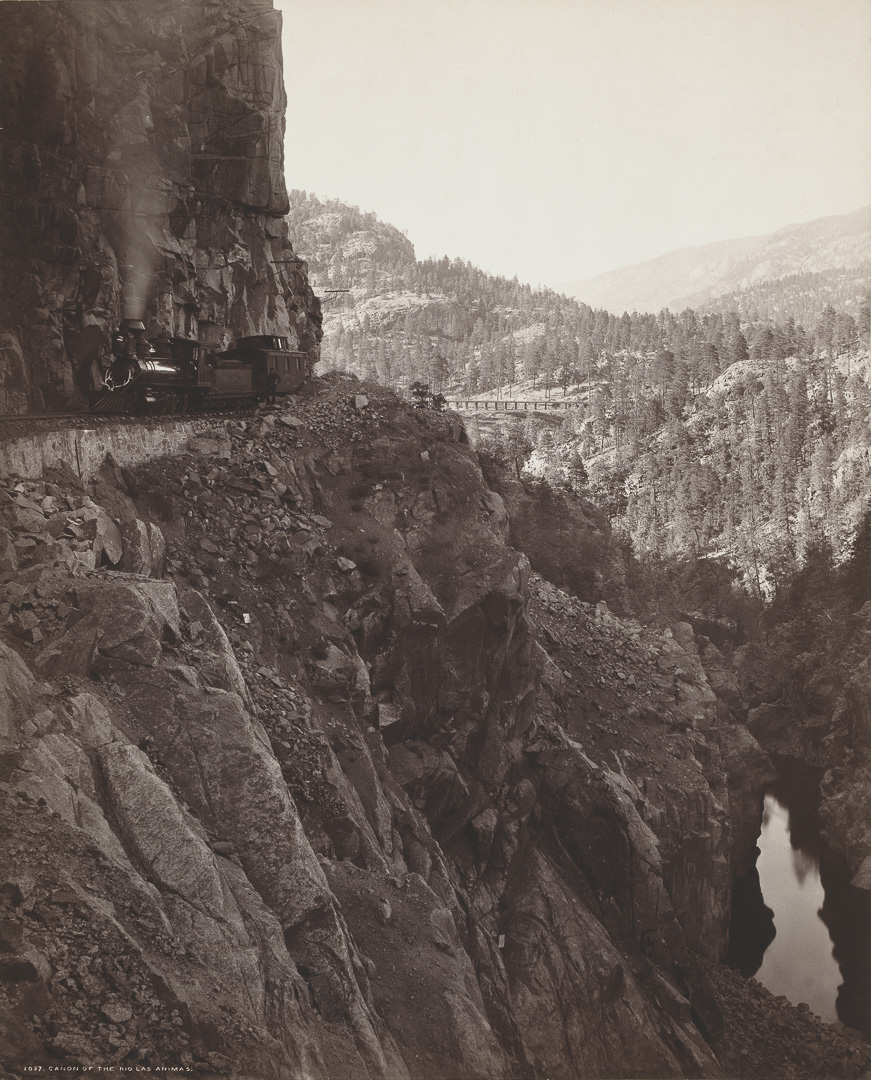
William Henry Jackson (1843–1942), Cañon of the Rio Las Animas, 1882
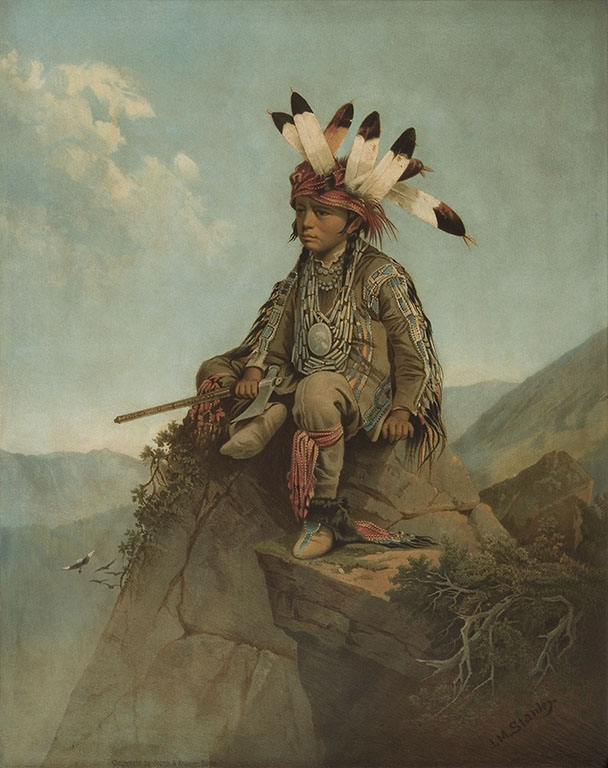
John Mix Stanley (1814–1872), The Young Chief Uncas, 1869
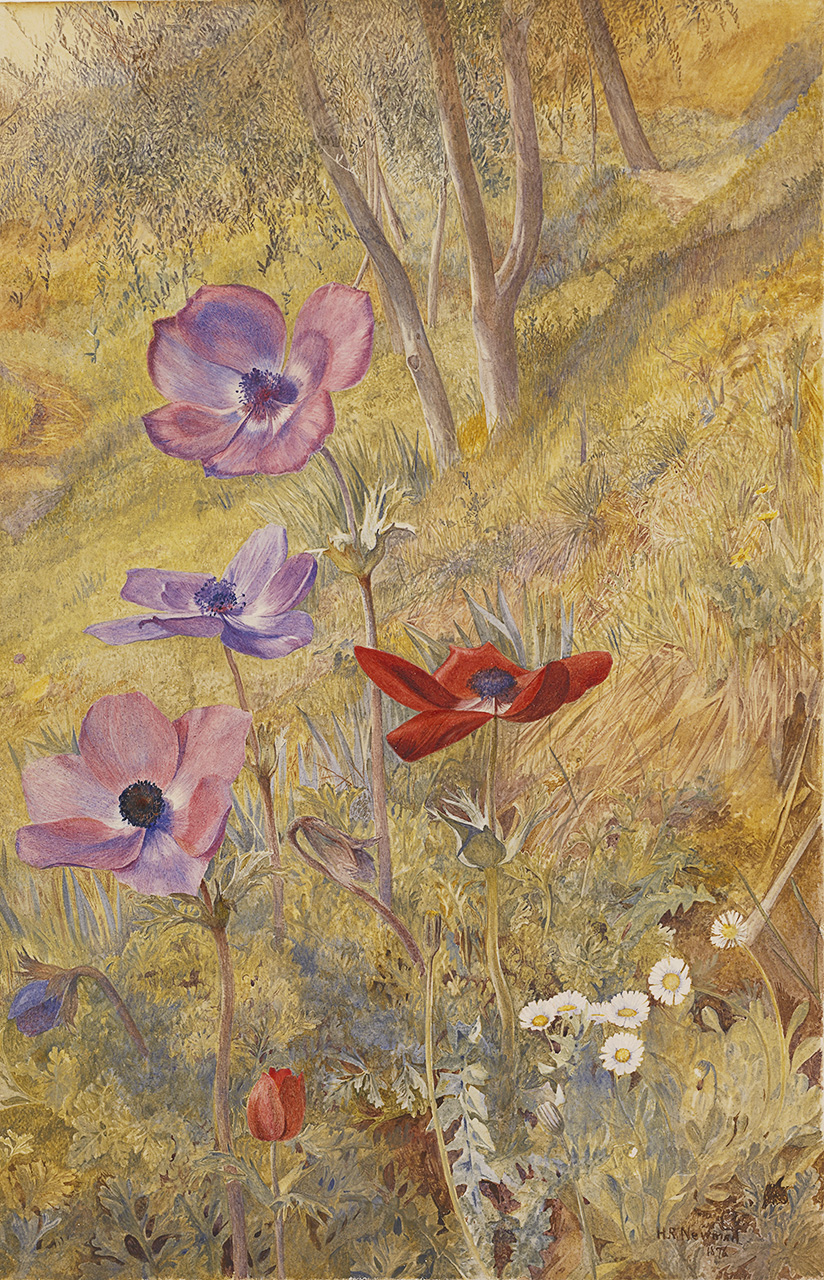
ヘンリー・ロデリック・ニューマン(1843–1917), Anemones, 1876
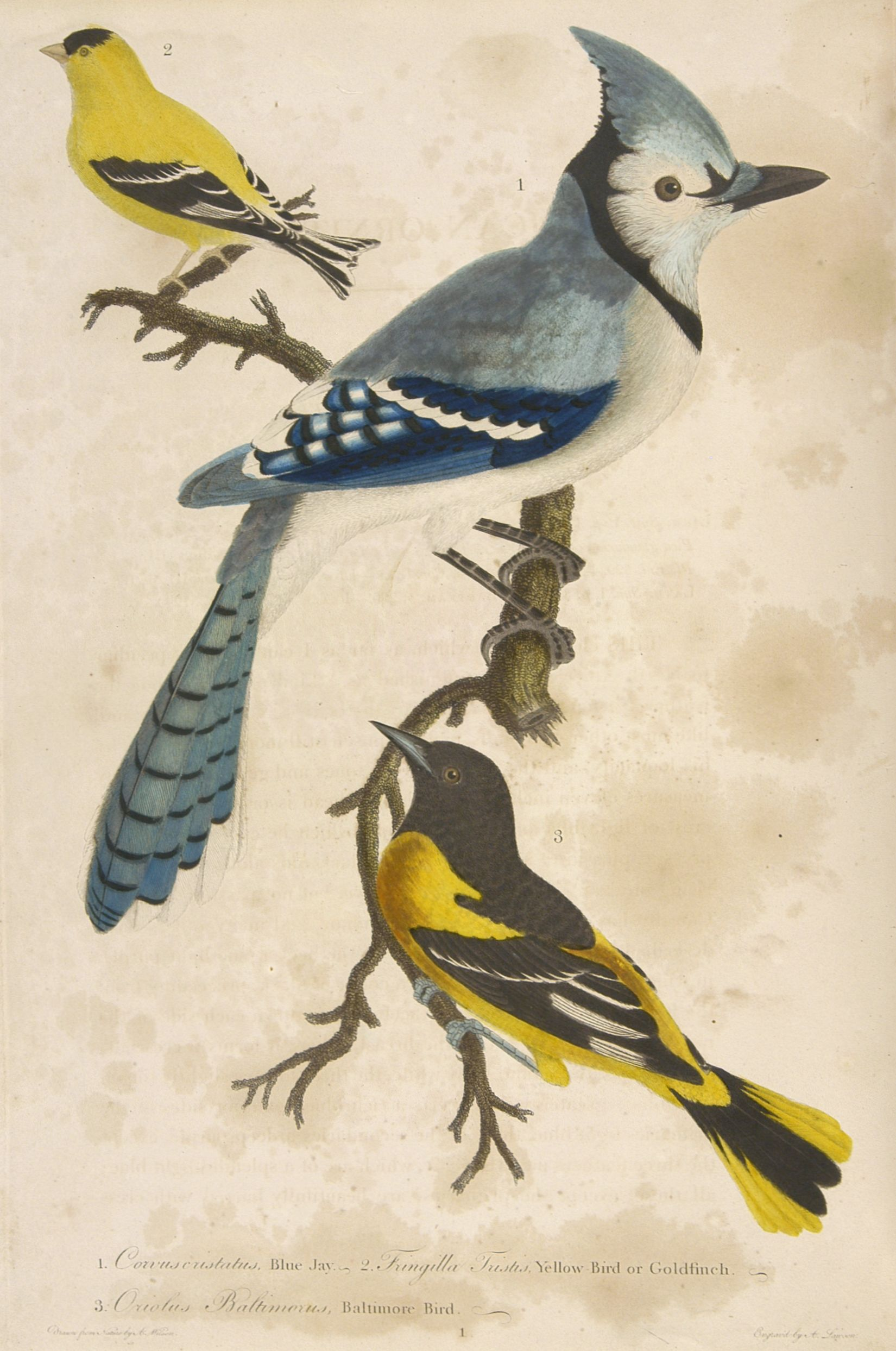
アレクサンダー・ウィルソン (1766–1813), Blue Jay, Yellow Bird or Goldfinich, Baltimore Bird, American Ornithology - Plate 1, published 1809–14
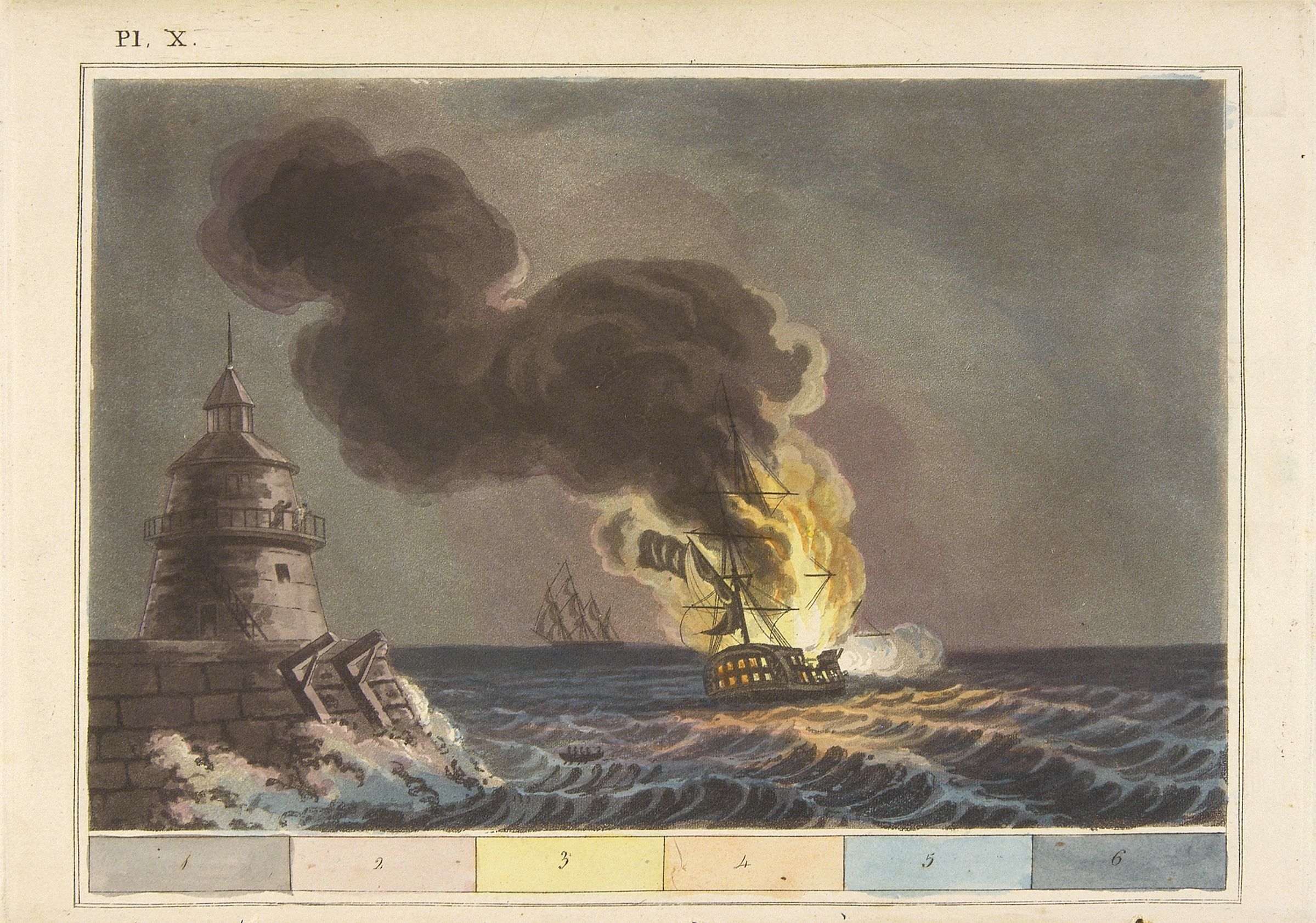
Plate 10 from The art of colouring and painting landscapes in water colours, Baltimore: Fielding Lucas, 1815
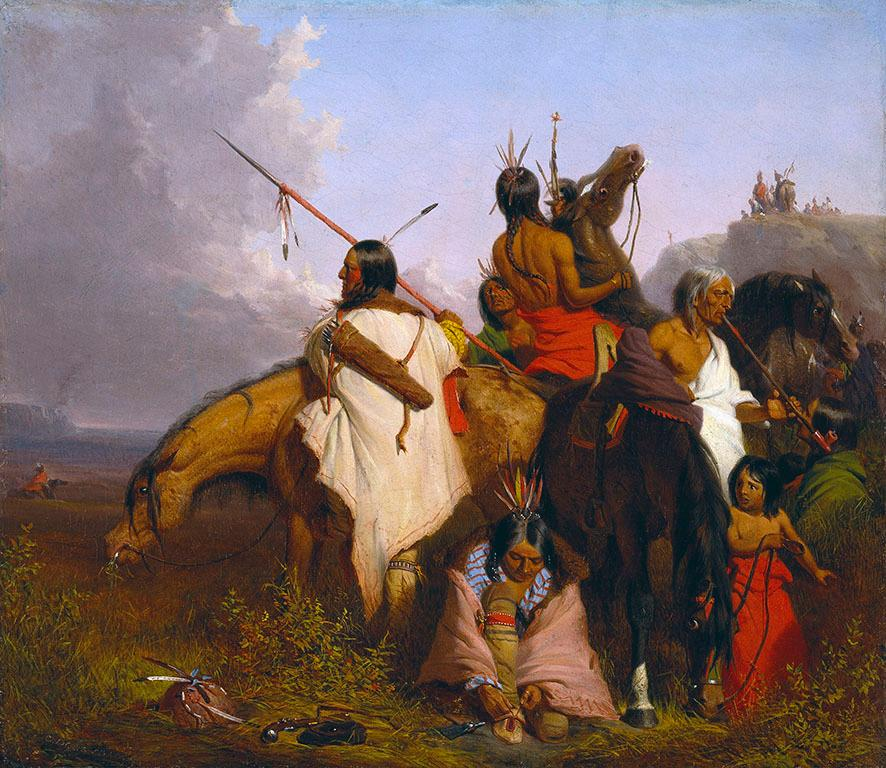
チャールズ・ディーズ (1818-1867), Indian Group, 1845
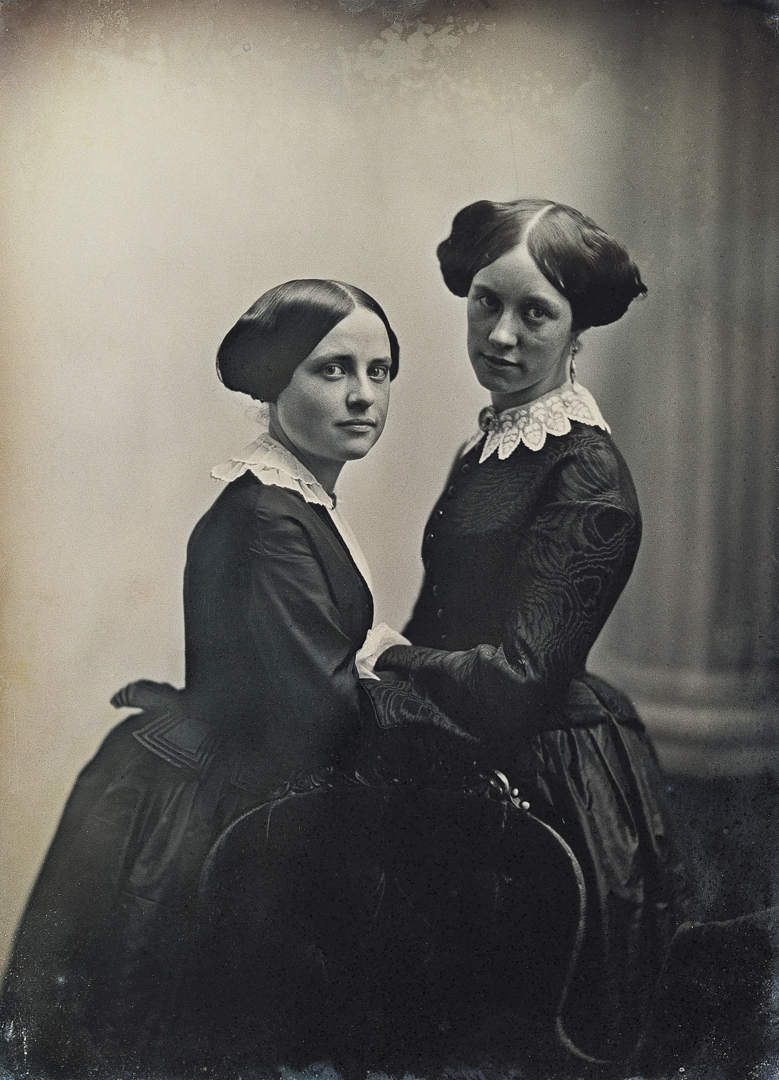
Albert Sands Southworth (1811-1894) and Josiah Hawes (1818-1901), Two women posed with a chair, ca. 1850
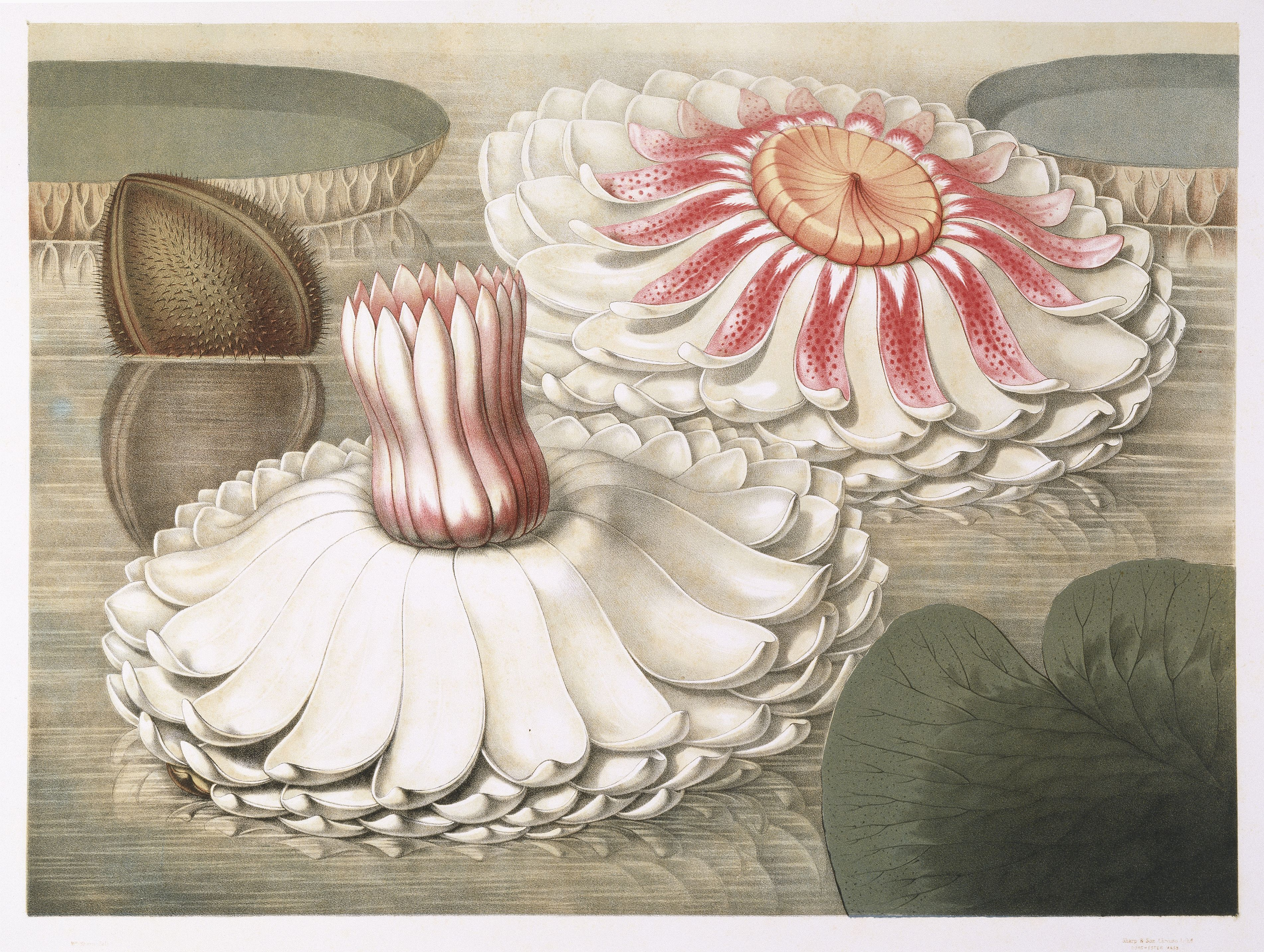
William Sharp (1803-1875), Victoria Regia - Intermediate Stages of Bloom, 1854
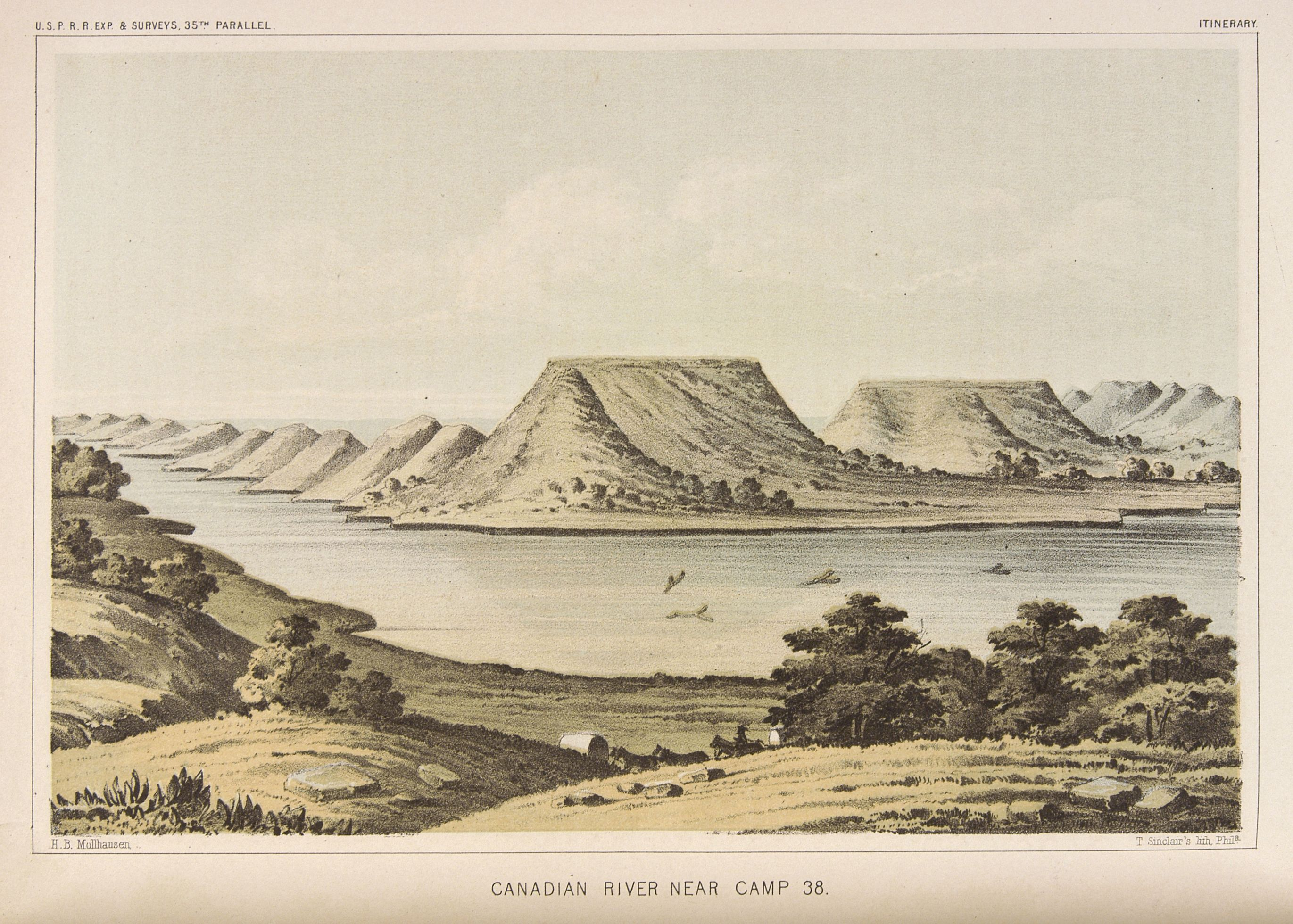
Heinrich Mollhausen (1825-1905), Canadian River Near Camp 38, 1855
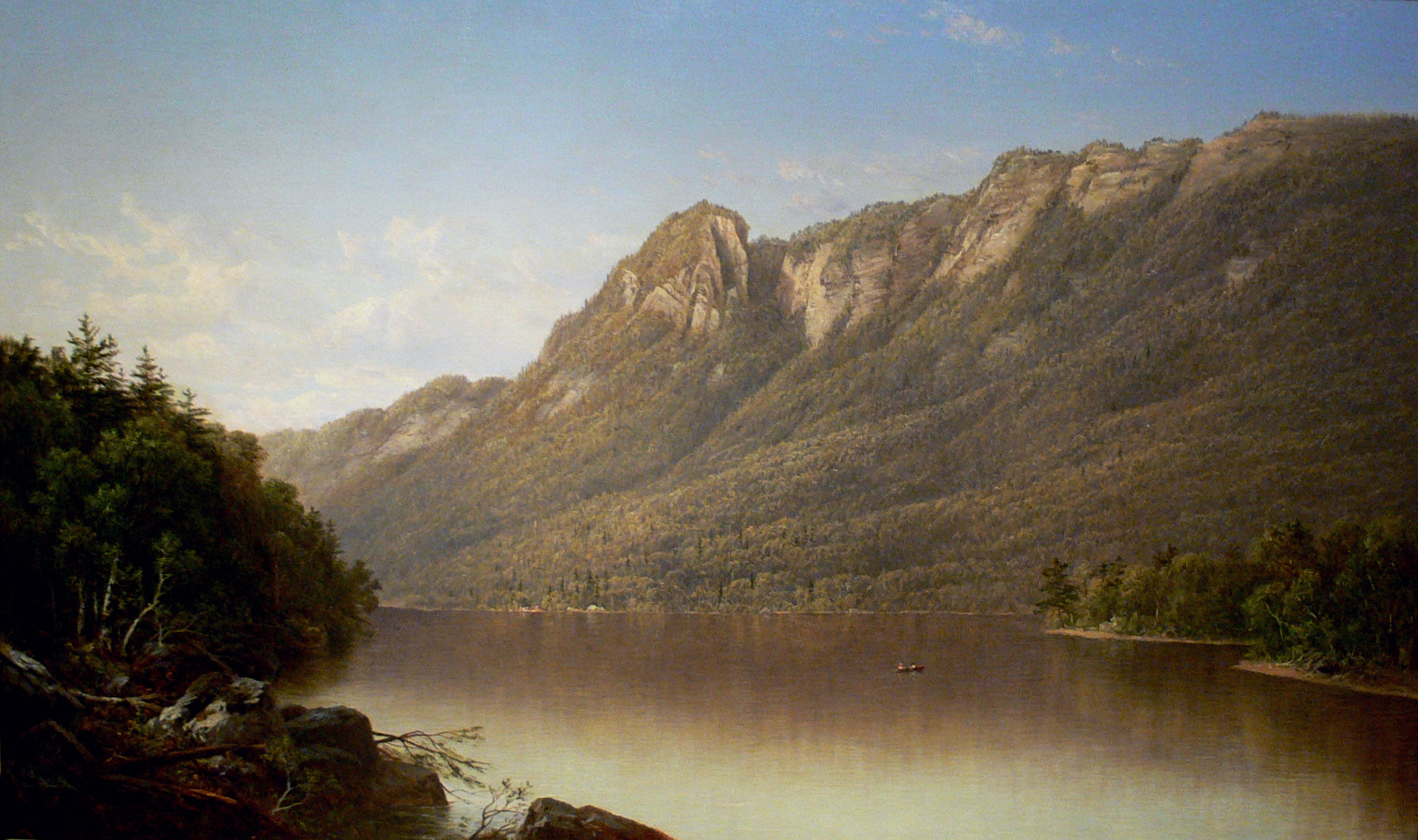
デイヴィッド・ジョンソン (1827-1908), Eagle Cliff, Franconia Notch, New Hampshire, 1864
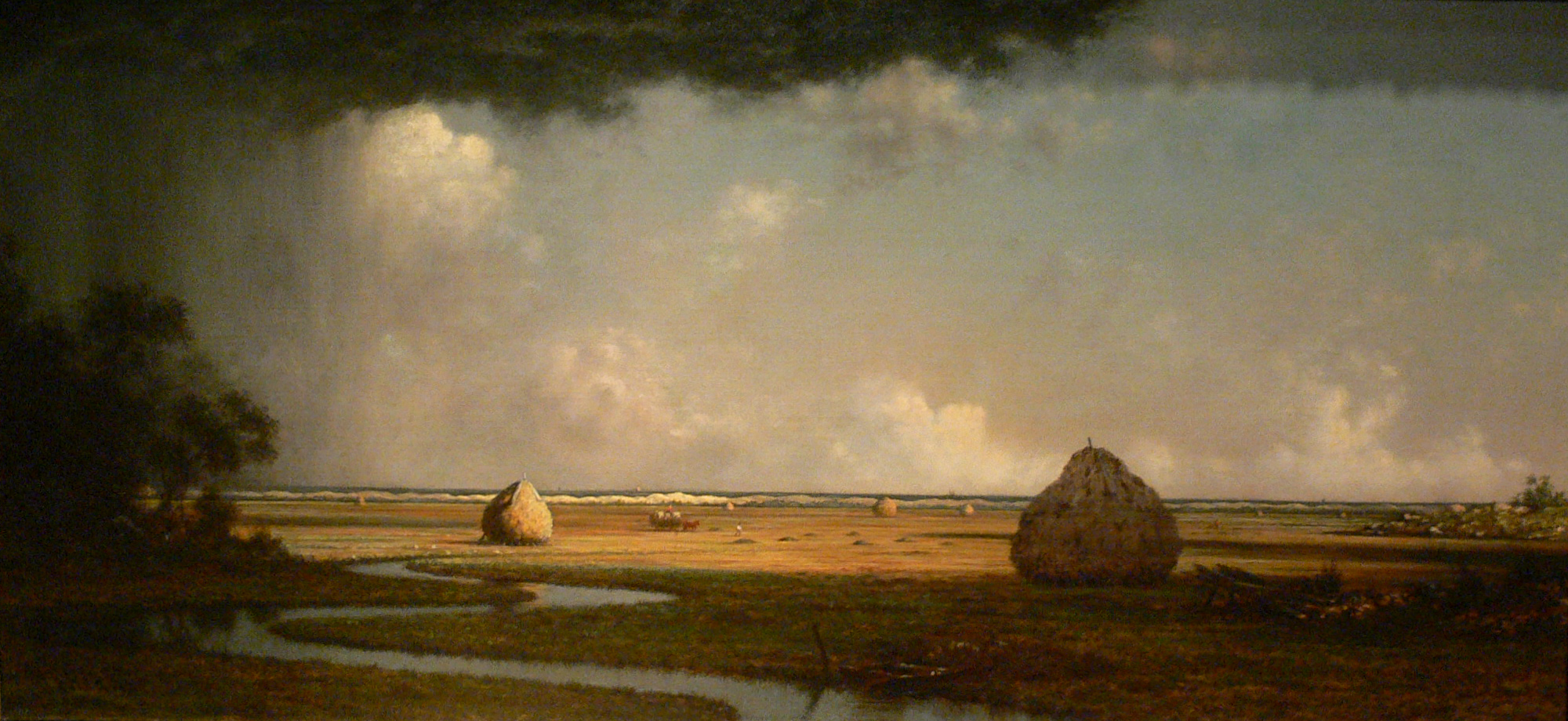
マーティン・ジョンソン・ヒード (1818-1904), Marshfield Meadows, Massachusetts, 1866-76
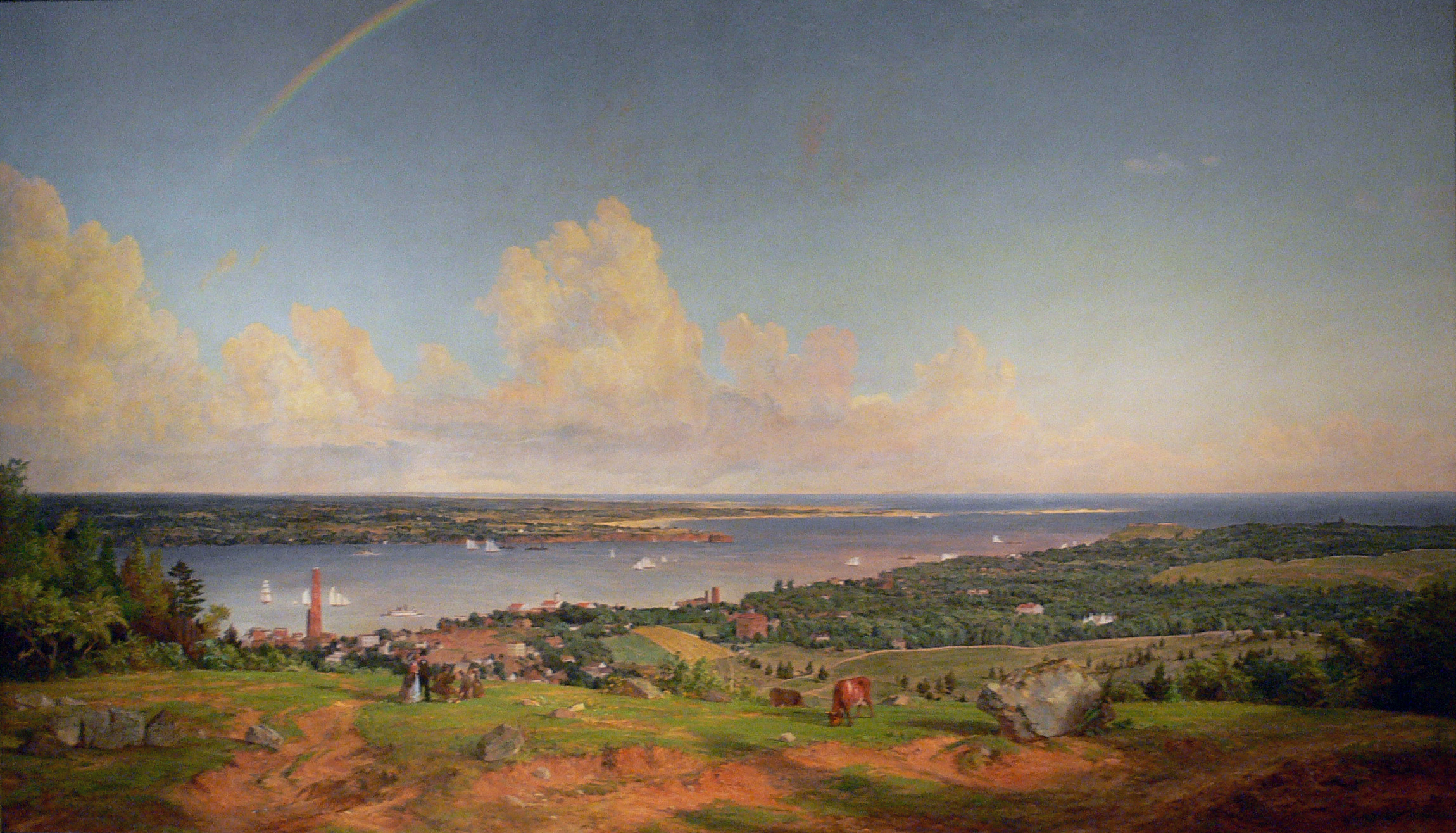
ジャスパー・フランシス・クロプシー (1823-1900), The Narrows from Staten Island, 1868
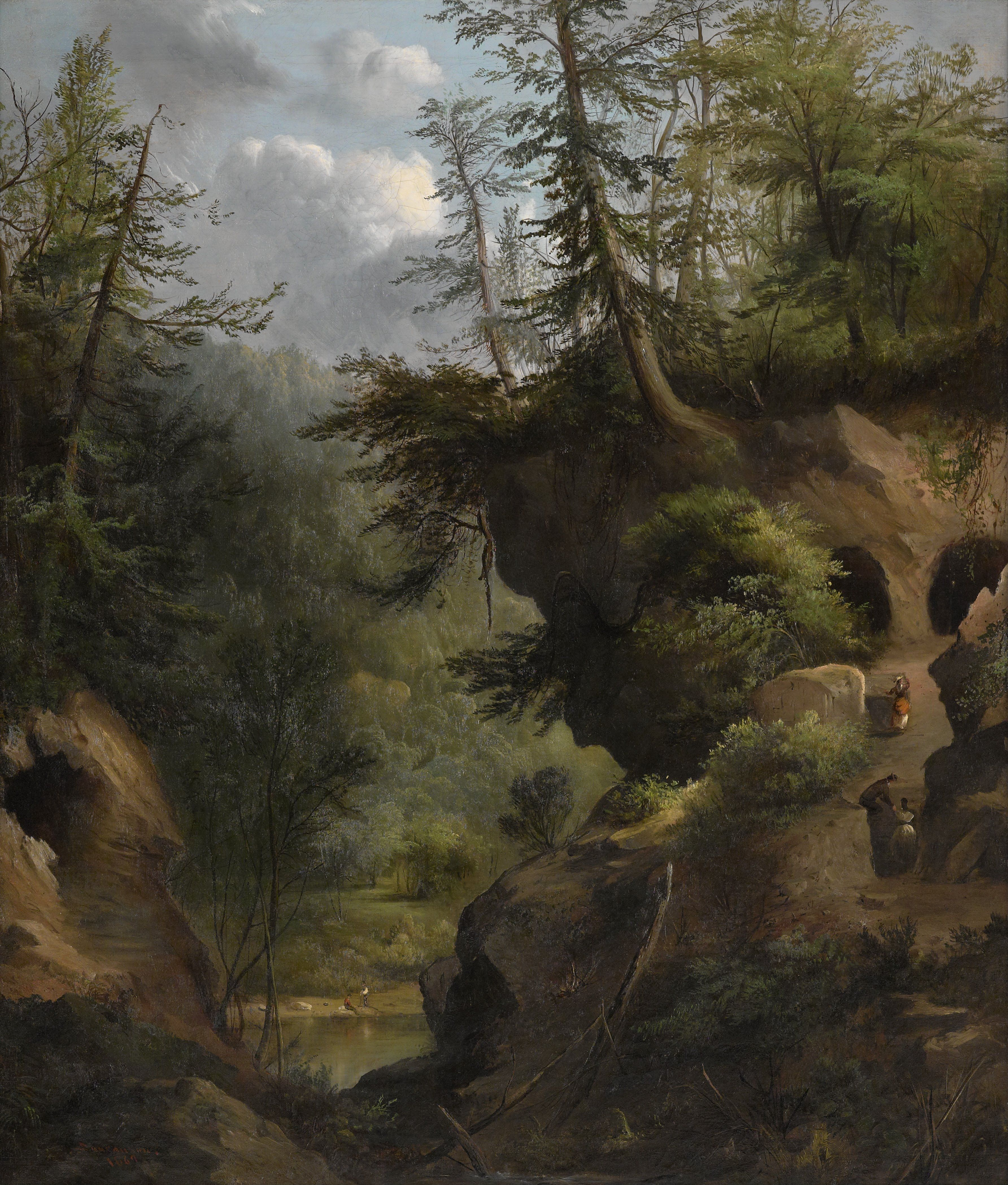
ロバート・ダンカンソン (1821-1872), The Caves, 1869
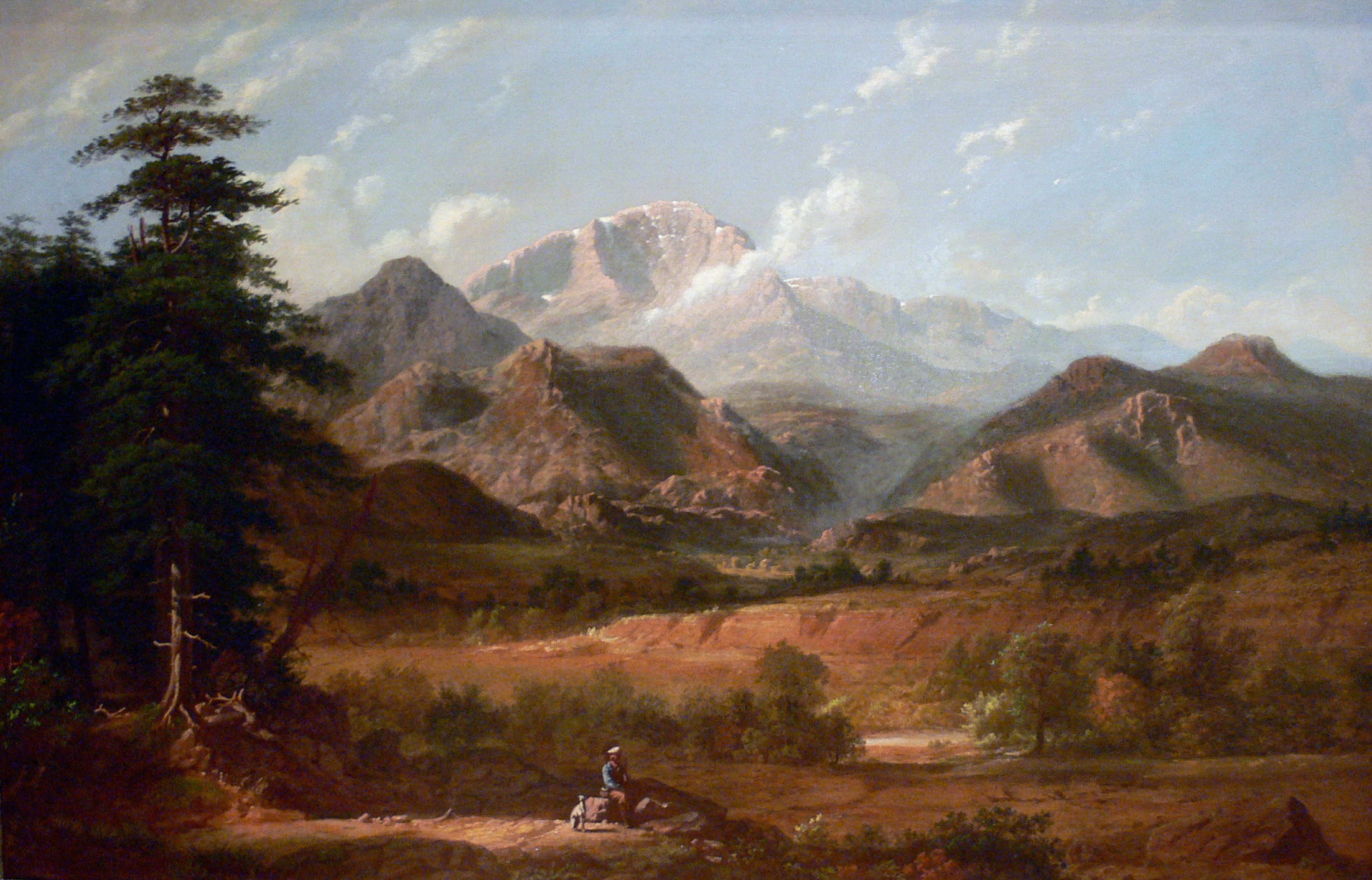
ジョージ・カレブ・ビンガム (1811-1879), View of Pike's Peak, 1872
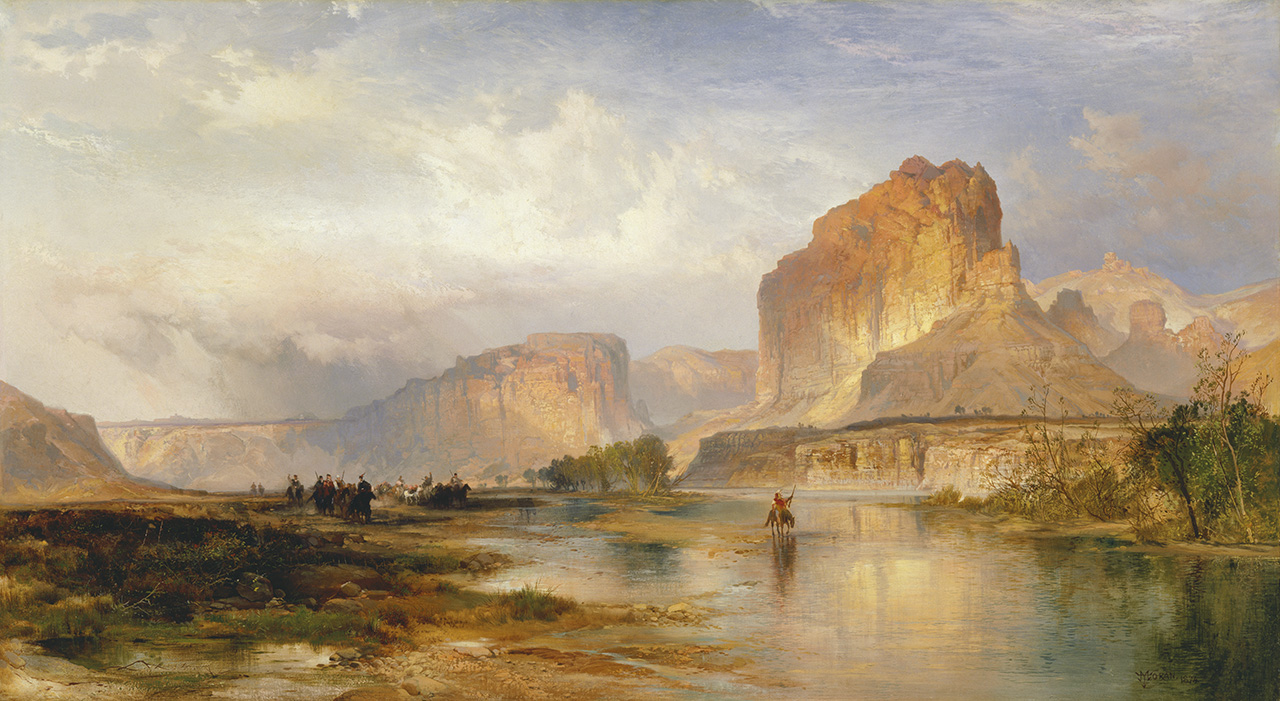
トーマス・モラン (1837-1926), Cliffs of Green River, 1874
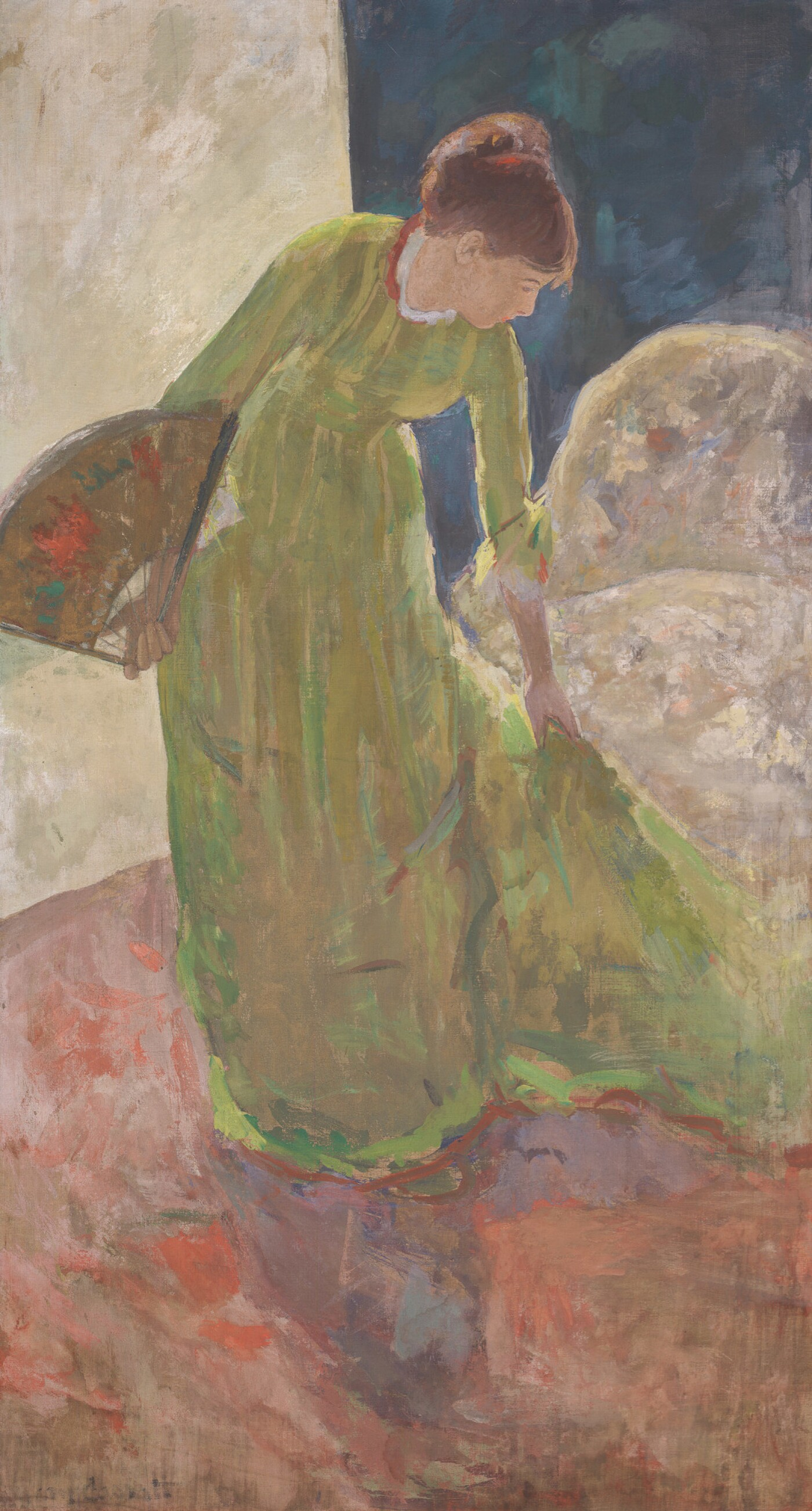
メアリー・カサット (1844-1926), Woman Standing, Holding a Fan, 1878-79
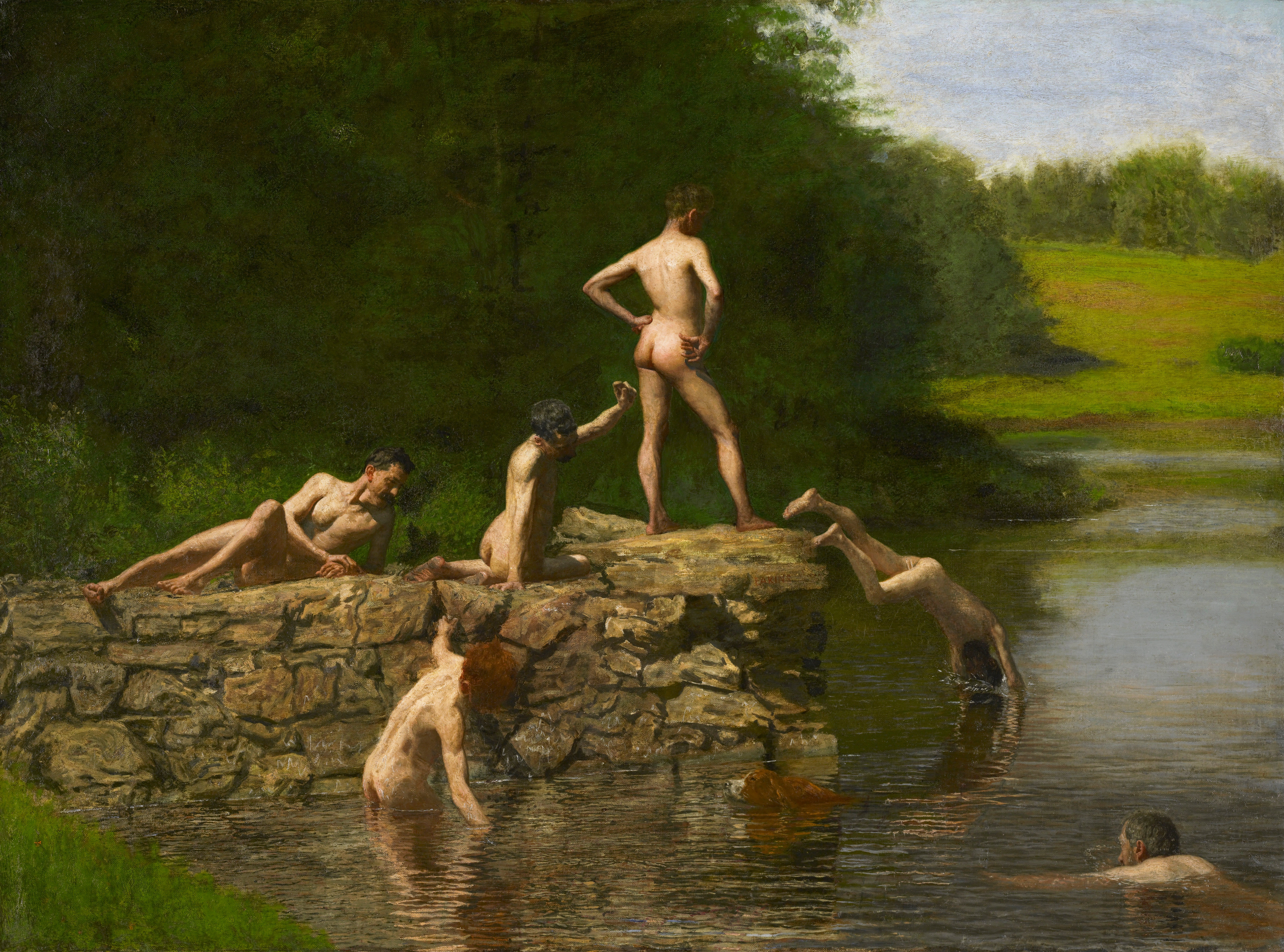
トマス・エイキンズ (1844-1916), Swimming, 1885
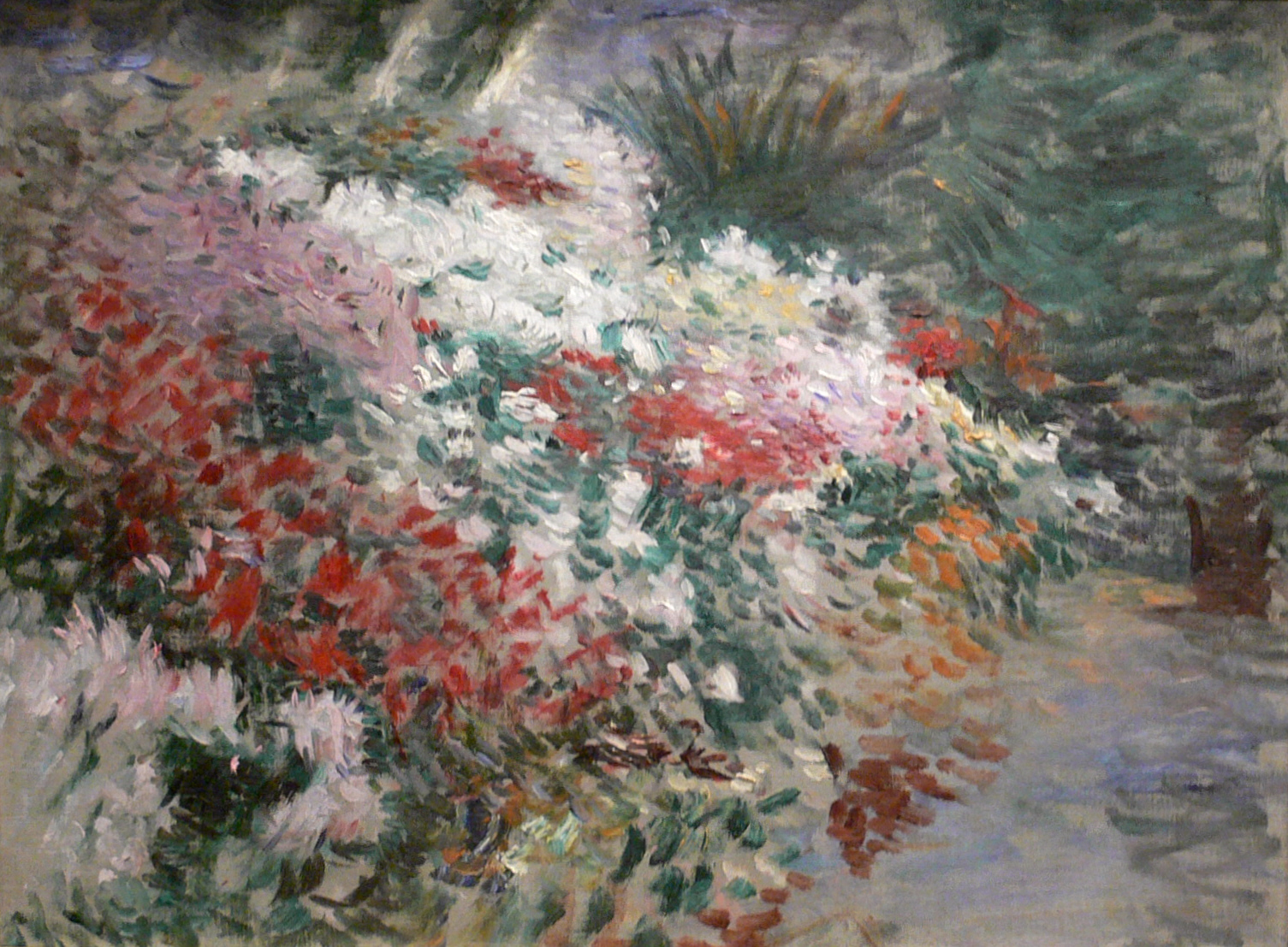
デニス・ミラー・バンカー (1861-1890), In the Greenhouse, 1888
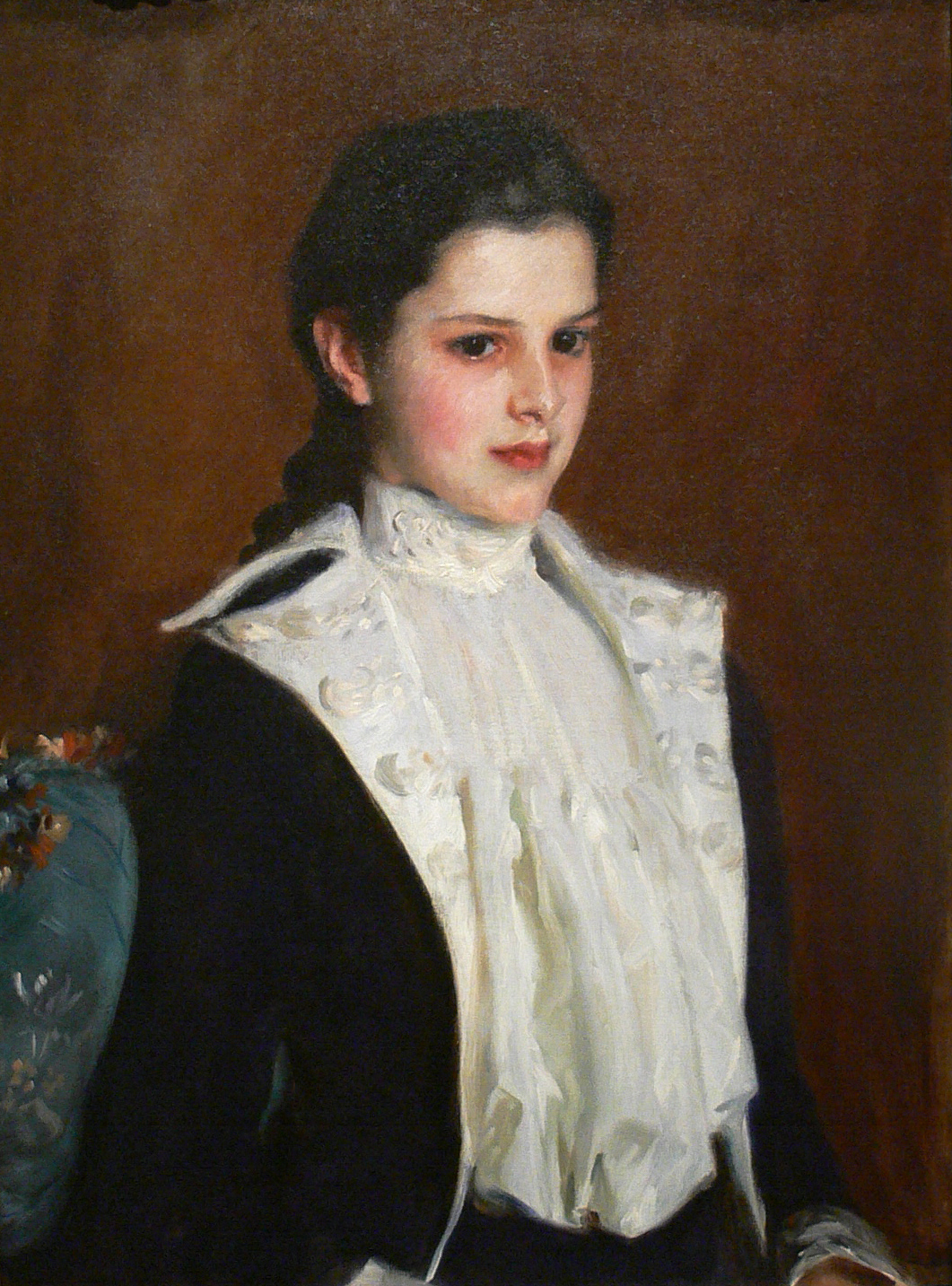
ジョン・シンガー・サージェント (1856-1925), 『アリス・ヴァンダービルト・シェパード』, 1888
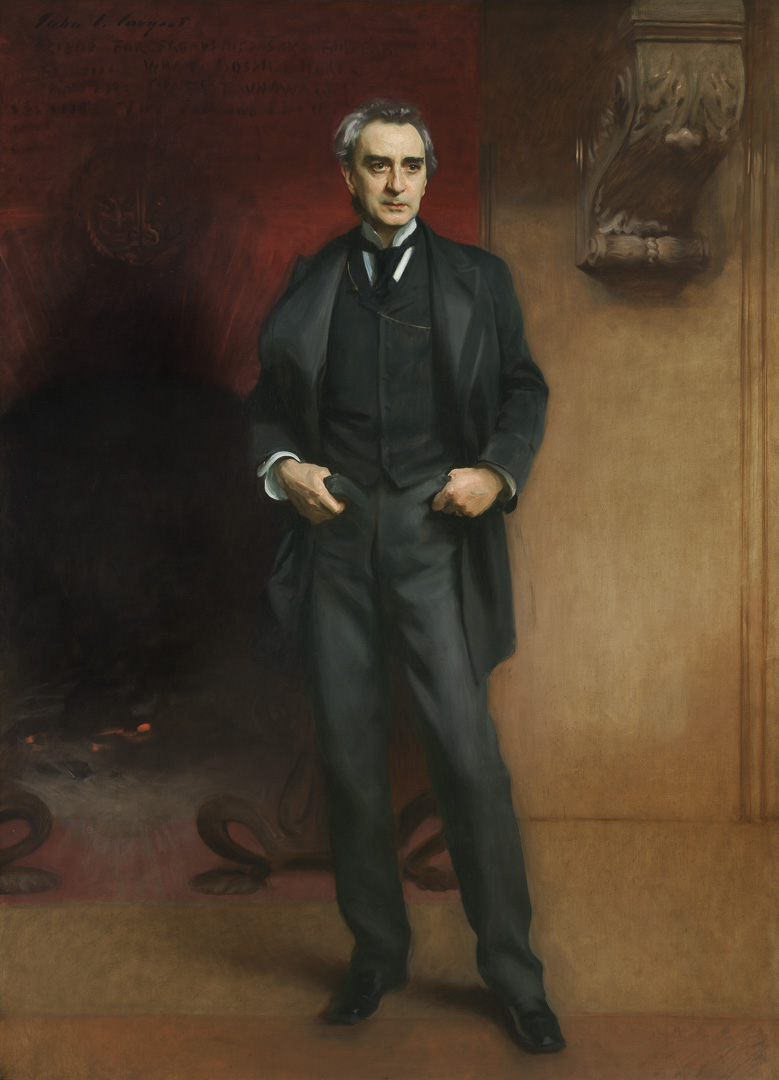
ジョン・シンガー・サージェント (1856-1925), Edwin Booth, 1890
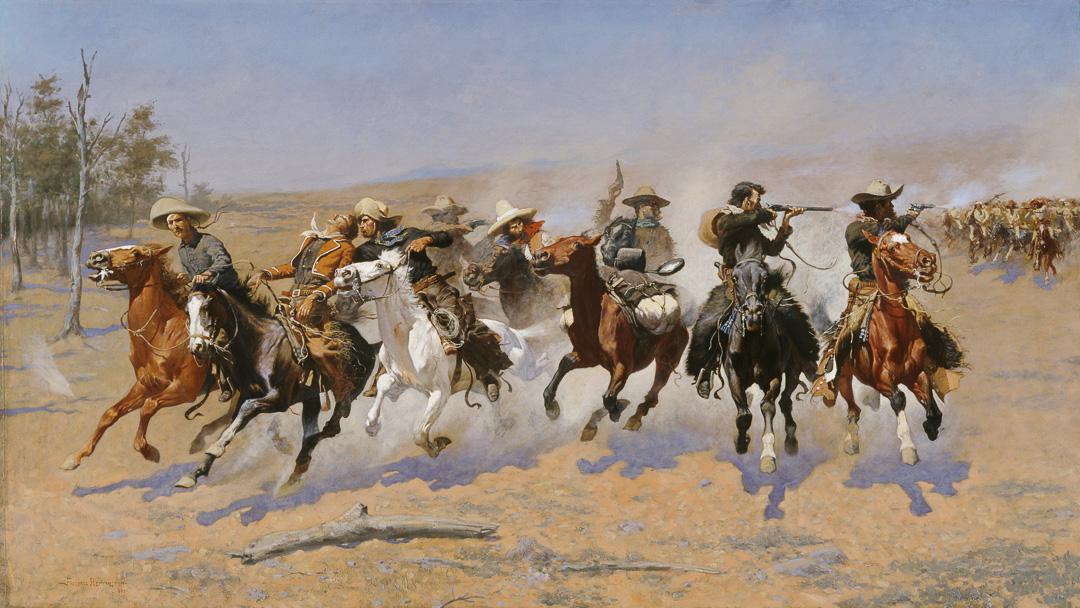
フレデリック・レミントン (1861-1909), A Dash for the Timber, 1889
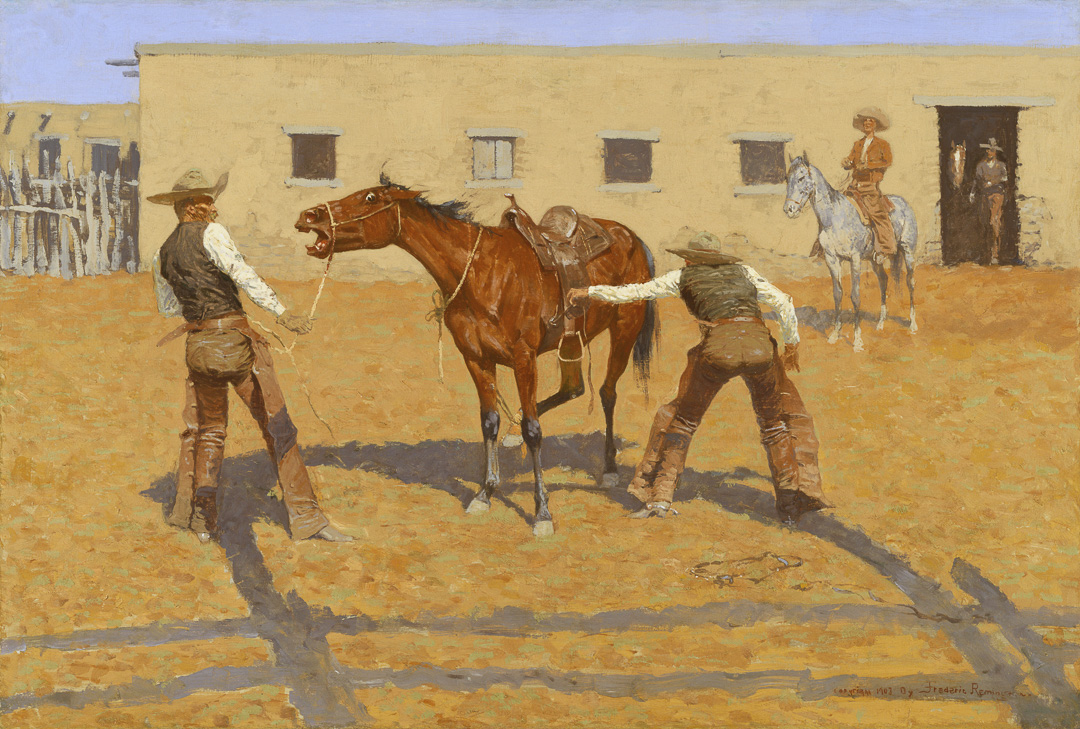
フレデリック・レミントン (1861-1909), His First Lesson, 1903
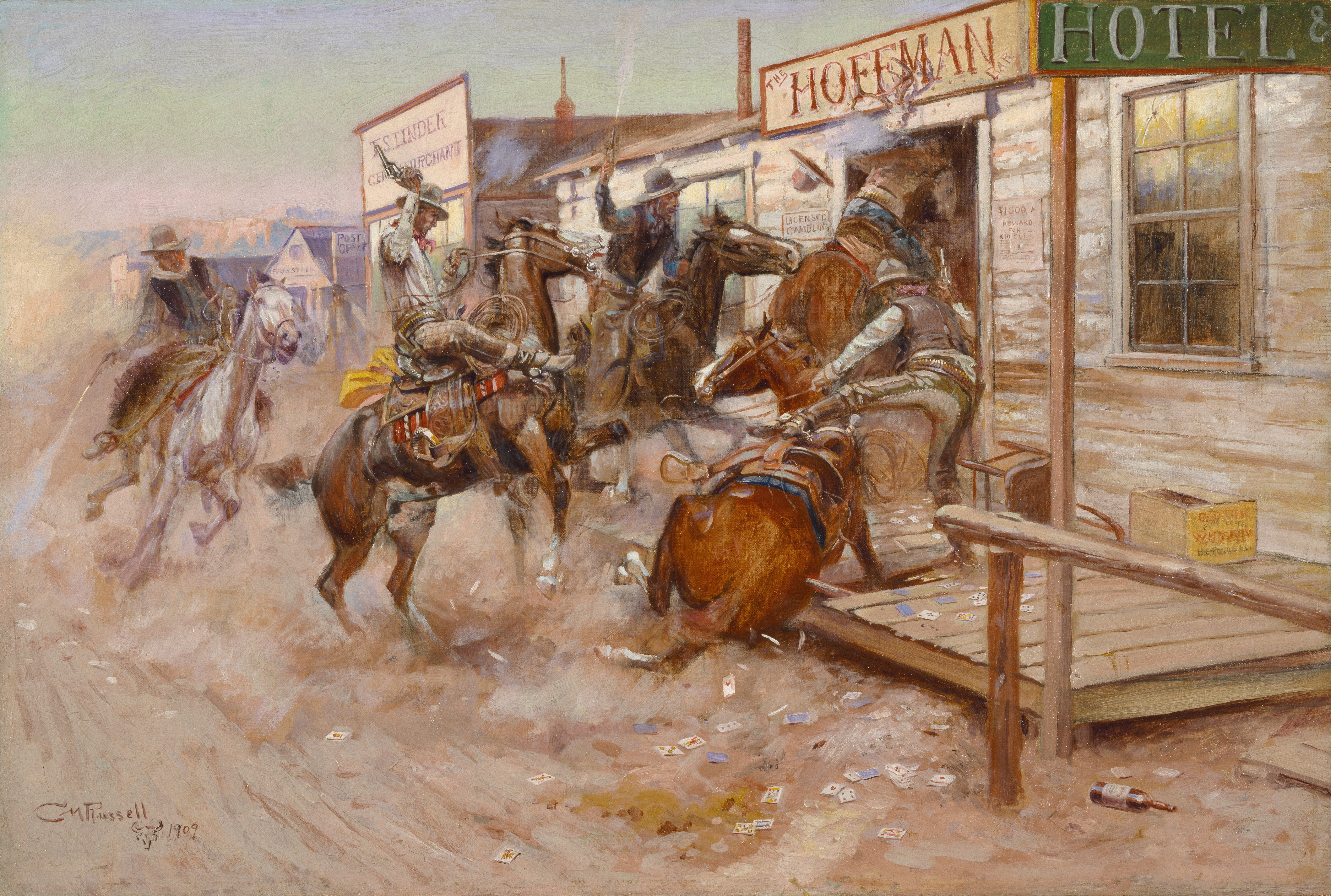
チャールズ・マリオン・ラッセル (1864-1926), In Without Knocking, 1909
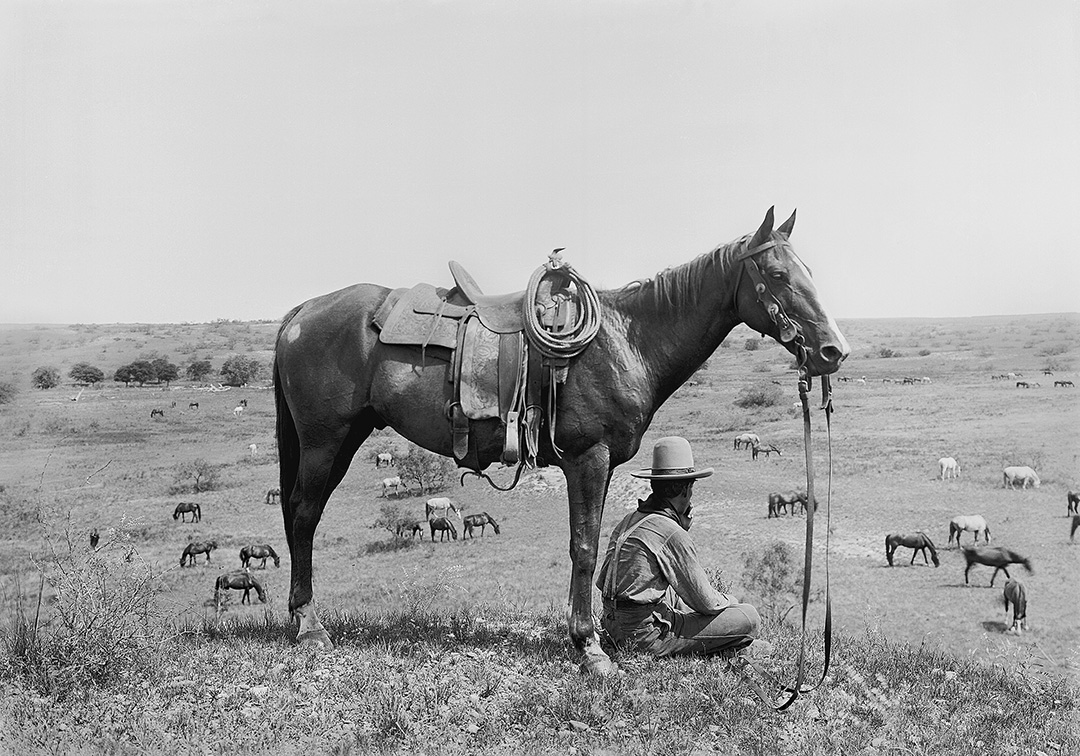
Erwin E. Smith (1886-1947), A wrangler keeping an eye on the remuda grazing below in an arroyo, 1910
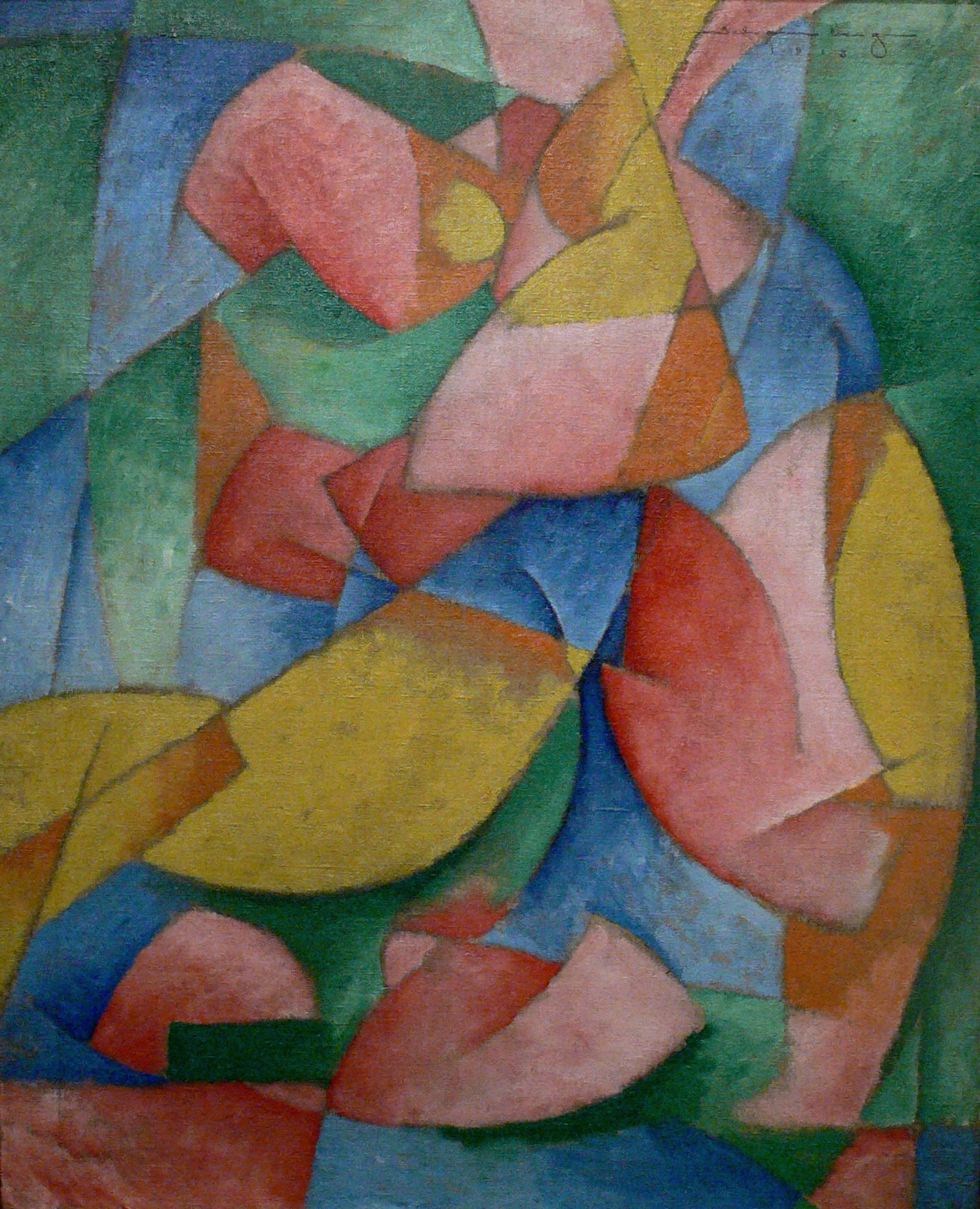
モートン・シャンバーグ (1881-1918), Figure, 1913
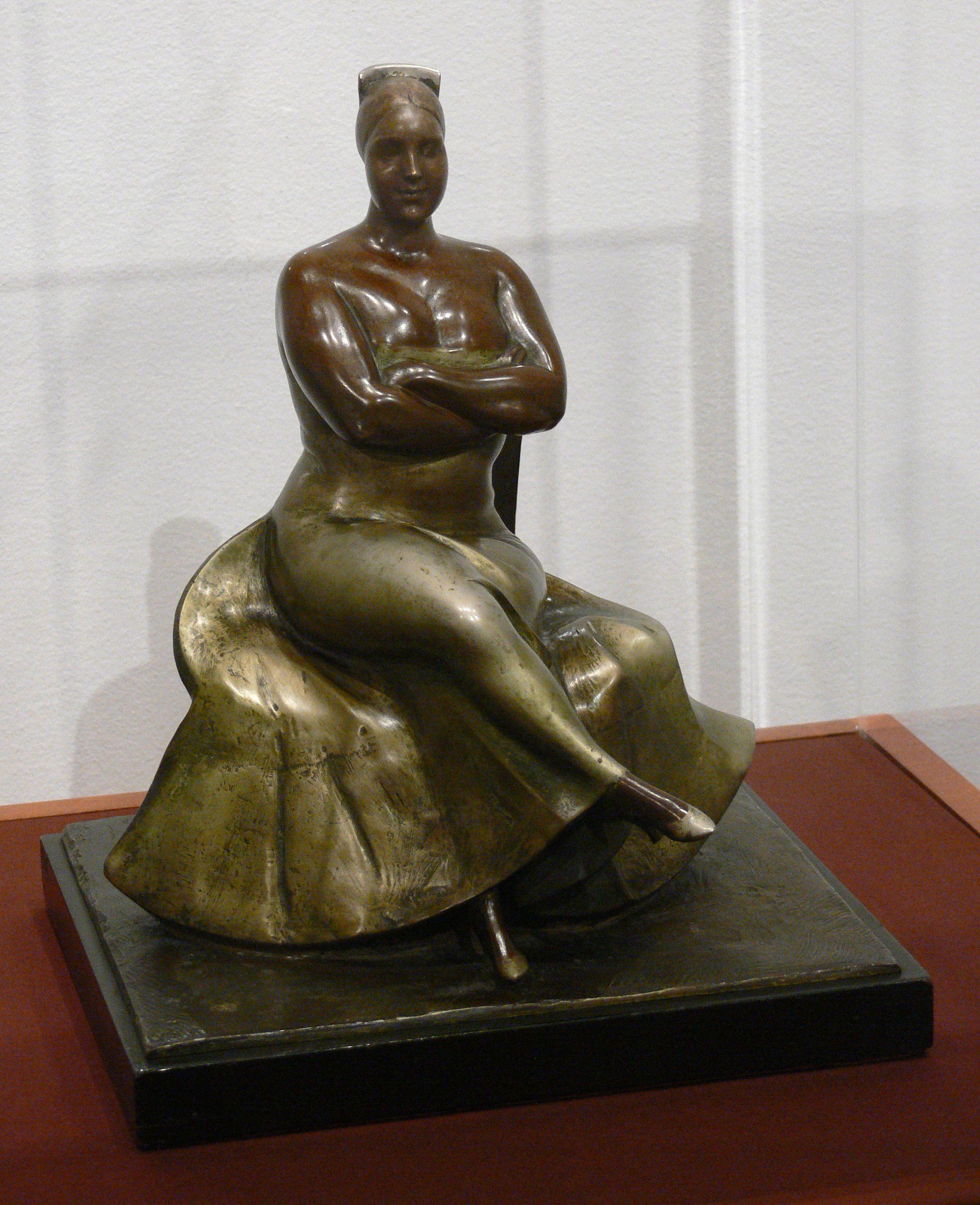
ガストン・ラシェーズ (1882-1935), 「座る女性」, modeled 1918, cast 1925
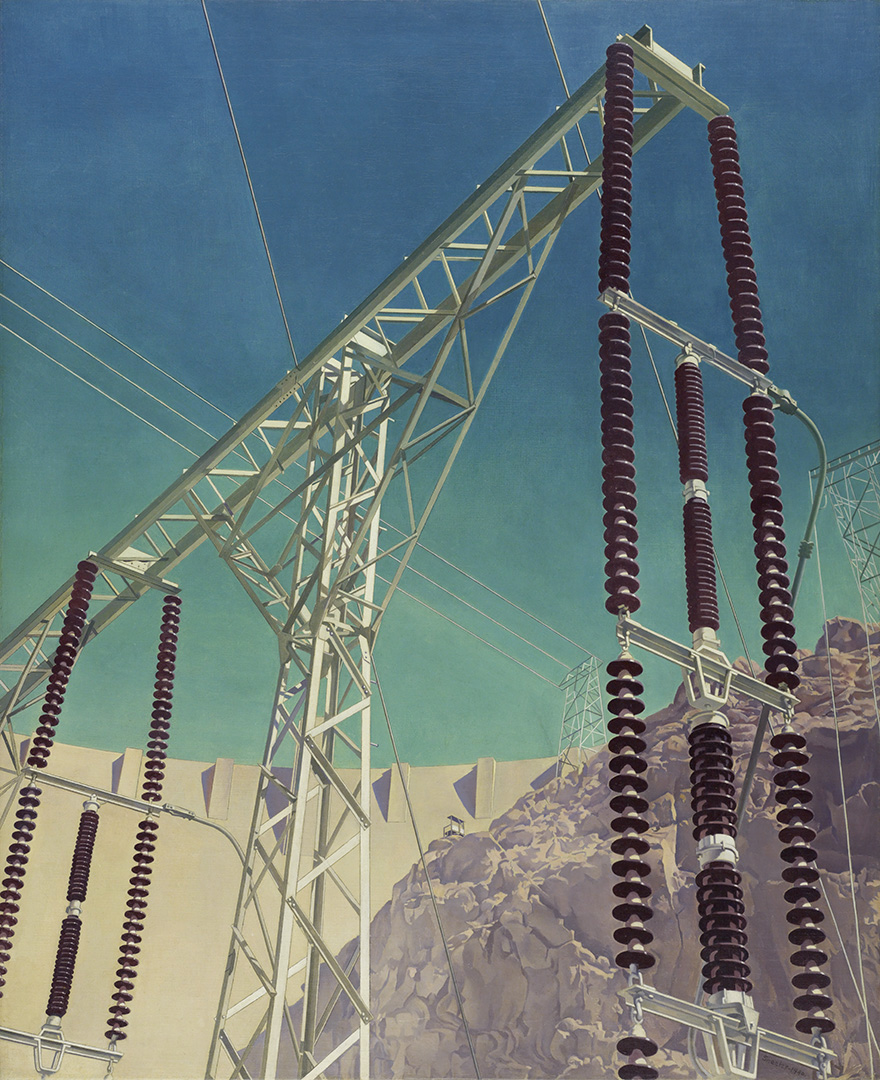
チャールズ・シーラー (1883-1965), Conversation - Sky and Earth, 1940
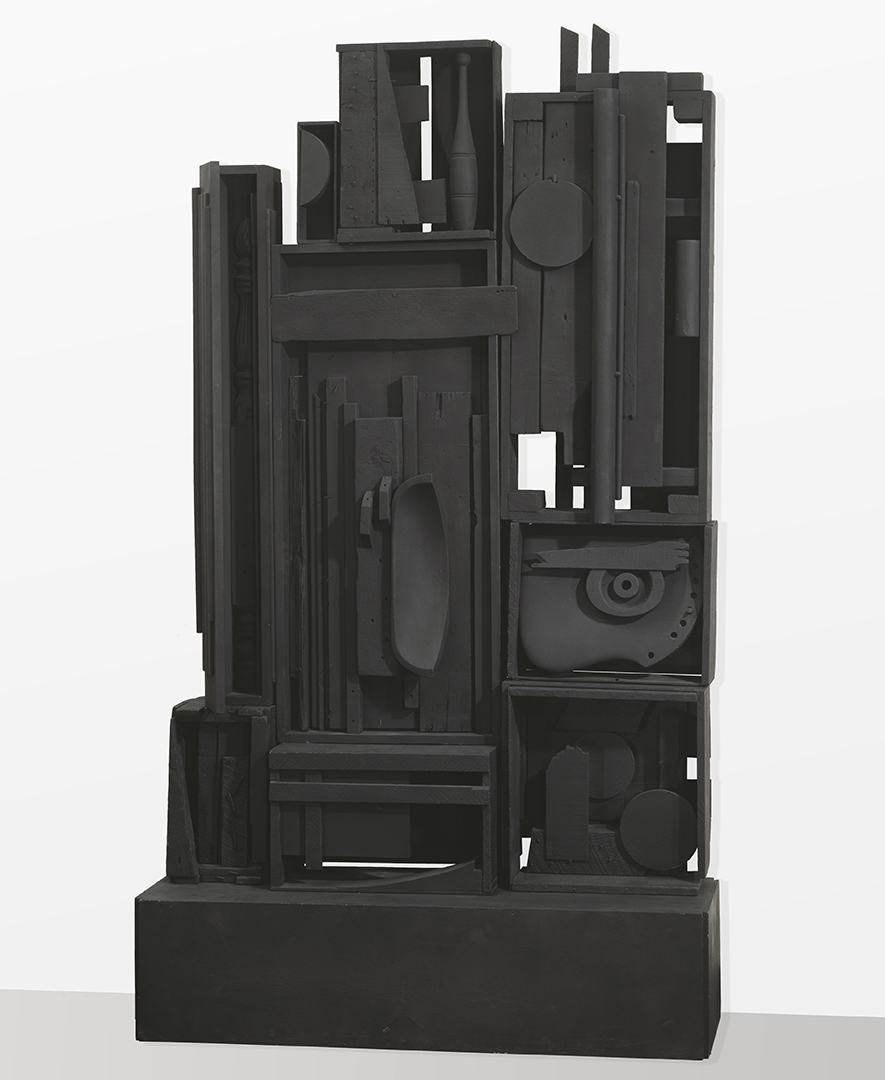
ルイーズ・ネヴェルソン (1899-1988), Lunar Landscape, 1959-60